# Ilha do Príncipe Eduardo
A Ilha do Príncipe Eduardo (em inglês: Prince Edward Island; em francês: Île-du-Prince-Édouard) é uma província canadense e uma das três províncias marítimas  É a menor província do Canadá, tanto em área quanto em população, mas é a mais densamente povoada. Parte das terras tradicionais dos povos mi'kmaq, tornou-se uma colônia britânica em 1700 e foi adicionada ao Canadá como uma província em 1873, tornando-se a província da Ilha do Príncipe Eduardo. Sua capital é Charlottetown. De acordo com estatísticas do Canadá, a província tem apenas 155 318 habitantes.
A base da economia da ilha é a agricultura, produz 25% das batatas do Canadá. Outras indústrias importantes incluem a pesca, o turismo, a indústria aeroespacial, a biociência, tecnologia da informação e a energia renovável.
A ilha tem vários nomes informais: "Jardim do Golfo", referindo-se ao cenário pastoril e terras agrícolas exuberantes em toda a província; e "Berço da Confederação", referindo-se à Conferência de Charlottetown em 1864, embora a ilha não tenha se juntado à Confederação Canadense até 1873, quando se tornou a sétima província canadense. Historicamente, a ilha é um dos assentamentos mais antigos do Canadá e demograficamente ainda reflete a imigração mais antiga para o país, onde os sobrenomes escoceses, irlandeses, ingleses e franceses dominantes até hoje entre a população.
A província está localizado a cerca de 200 quilômetros ao norte de Halifax na Nova Escócia, e a 600 quilômetros a leste da cidade de Quebec, e possui uma área de terra de 5 686,03 quilômetros quadrados. A ilha principal tem 5 620 quilômetros quadrados de área, é a 104ª maior ilha do mundo e a 23ª maior ilha do Canadá.

## Etimologia
Em 1798, os britânicos nomearam a colônia da ilha para o príncipe Eduardo, duque de Kent e Strathearn (1767 a 1820), o quarto filho do rei Jorge III e pai da rainha Vitória. O príncipe Eduardo foi chamado de "Pai da Coroa Canadense". Os seguintes marcos da ilha também são nomeados em homenagem ao Duque de Kent.
Em francês, a ilha é hoje chamada de Île-du-Prince-Édouard, mas seu antigo nome francês, como parte de Acadia, era Île Saint-Jean (Ilha de St. John). A ilha é conhecida em gaélico escocês como Eilean a 'Phrionnsa (a Ilha do Príncipe) ou Eilean Eòin para alguns falantes gaélicos na Nova Escócia. A ilha é conhecida na língua mi'kmaq como Abegweit ou Epekwitk traduzido aproximadamente como "terra berço das ondas".

## História

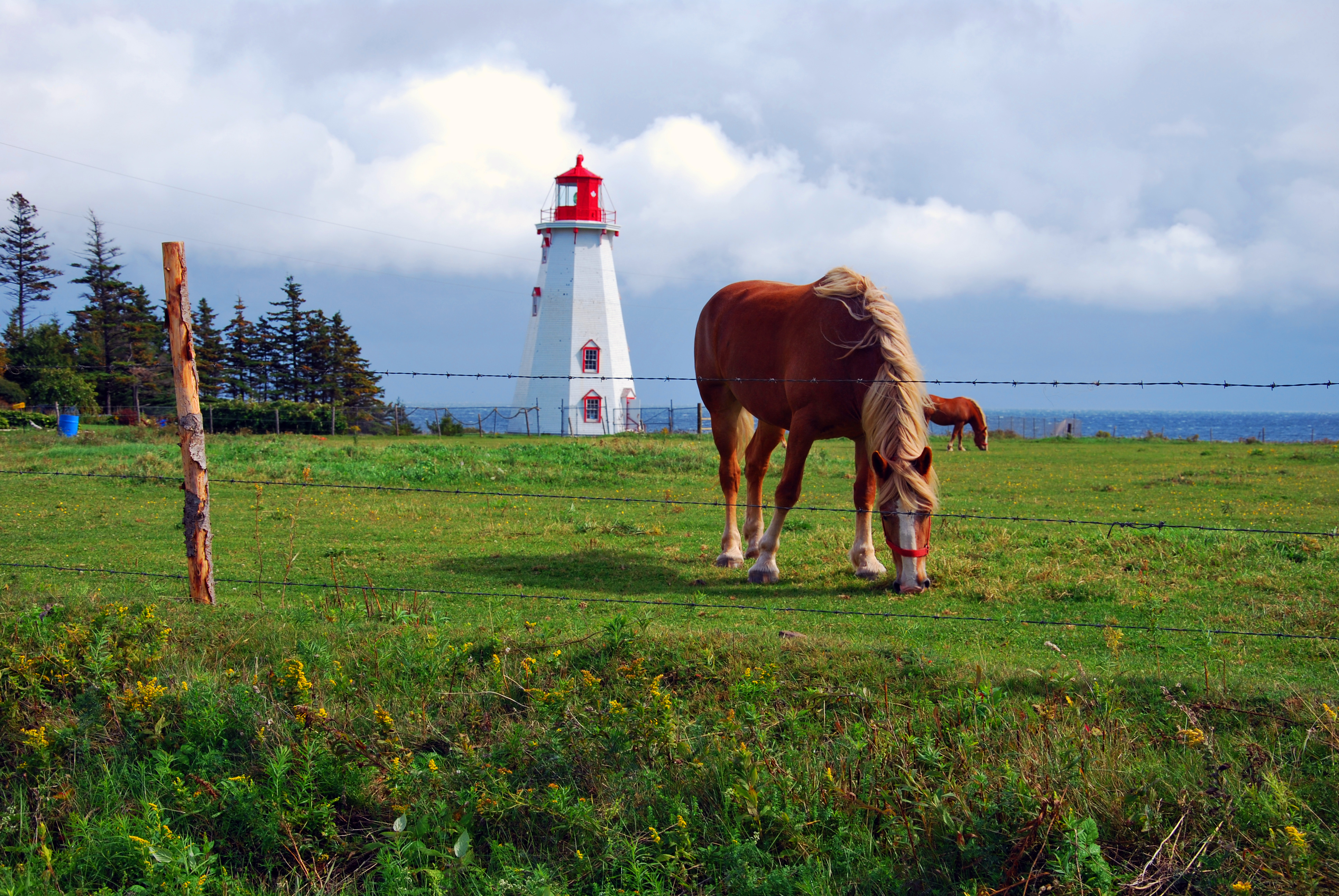
Pastos e Farol na ilha Panmure

Desde antes do influxo de europeus, as Primeiras Nações de mi'kmaq habitaram a Ilha do Príncipe Eduardo como parte da região de Mi'kma'ki. Eles nomearam a ilha Abegweit ou Epekwitk traduzido aproximadamente como "terra berço das ondas". Os europeus representavam a pronúncia como Abegweit. Outro nome é Minegoo. Há uma lenda dos mi'kmaq que diz que a ilha foi formada pelo Grande Espírito, colocando nas Águas Azuis uma argila vermelha escura em forma semilunar. Há duas comunidades dos povos mi'kmaq sobre Epekwitk atualmente.

### Colônia francesa
Em 1534, Jacques Cartier foi o primeiro europeu a ver a ilha. Em 1604, a França reivindicou as terras das atuais províncias marítimas, incluindo a Ilha do Príncipe Eduardo, estabelecendo a colônia francesa de Acadia. A ilha foi nomeada Île Saint-Jean pelos franceses. Os indígenas mi'kmaq nunca reconheceram a alegação, mas acolheram os franceses como parceiros comerciais e aliados.

#### Batalha em Port-la-Joye (1745)
Depois do cerco de Louisbourg durante a Guerra da Sucessão Austríaca, os habitantes da Nova Inglaterra também atacaram a Île Saint-Jean (Iha do Príncipe Eduardo), quando um grupo inglês desembarcou em Port-la-Joye. Sob o comando de Joseph du Pont Duvivier, os franceses tinham uma guarnição de 20 tropas francesas em Port-la-Joye. As tropas fugiram e os habitantes da Nova Inglaterra queimaram a capital. Duvivier e os vinte homens recuaram pelo rio do Nordeste (rio Hillsborough), perseguidos pelos habitantes da Nova Inglaterra até que as tropas francesas receberam reforços da milícia acadiana e dos mi'kmaq.
As tropas francesas e seus aliados conseguiram conduzir os habitantes da Nova Inglaterra aos seus barcos. Nove habitantes da Nova Inglaterra foram mortos, feridos ou feitos prisioneiros. Os habitantes da Nova Inglaterra levaram seis reféns acadianos, que seriam executados se os acadianos ou mi'kmaq se rebelassem contra o controle da Nova Inglaterra. As tropas da Nova Inglaterra partiram para Louisbourg. Duvivier e suas 20 tropas partiram para Quebec. Após a queda de Louisbourg, a população francesa residente de Île Royale foi deportada para a França. Os acadianos da Île Saint-Jean viveram sob a ameaça de deportação pelo restante da guerra.

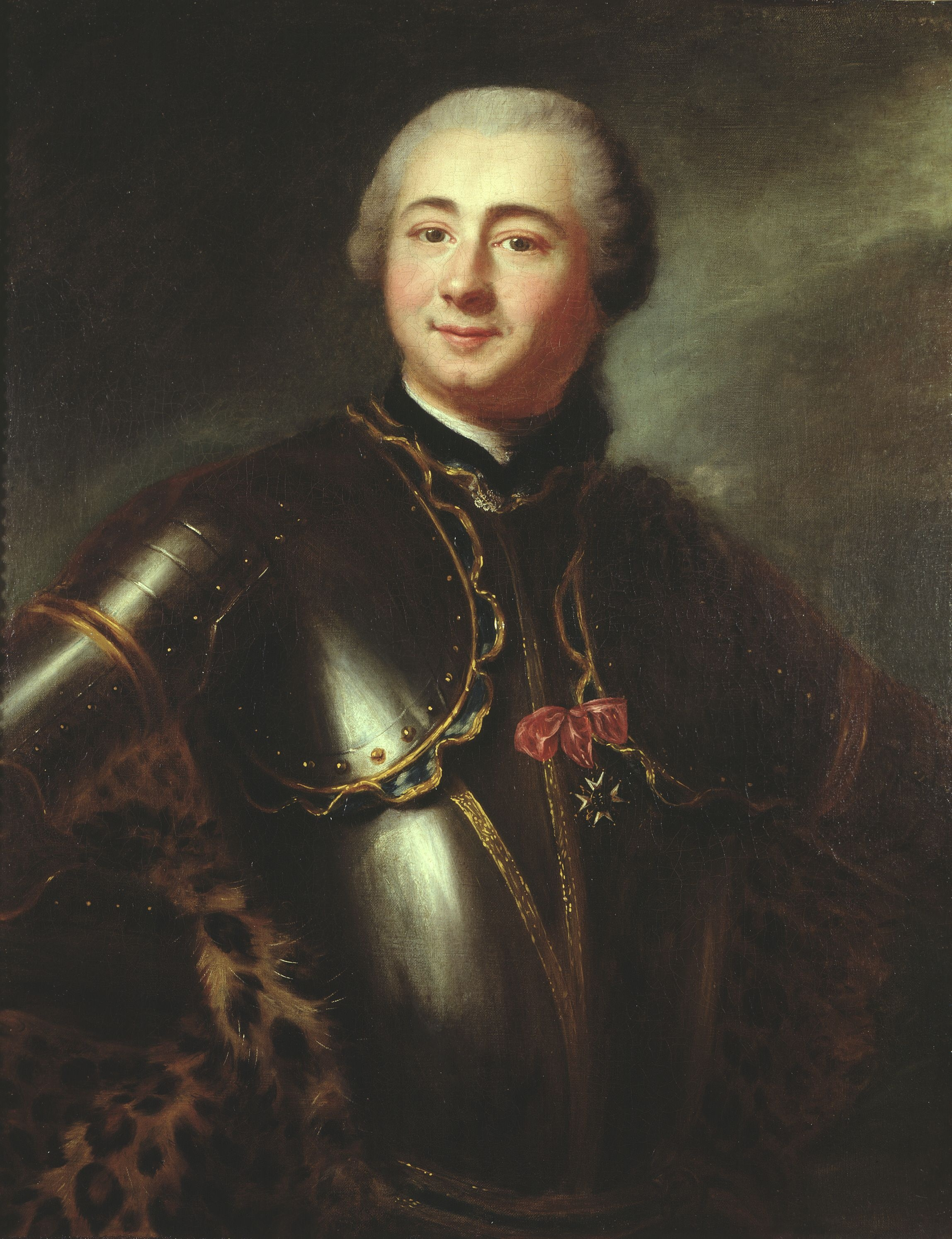
Charles Deschamps de Boishébert et de Raffetot

#### Batalha em Port-la-Joye (1746)
Os habitantes da Nova Inglaterra tinham uma força de dois navios de guerra e 200 soldados estacionados em Port-La-Joye. Para recuperar a Acadia, Ramezay foi enviado de Quebec para a região para unir forças com a expedição Duc d'Anville. Ao chegar ao Chignecto, ele enviou Boishebert para a Île Saint-Jean em um reconhecimento para avaliar o tamanho da força da Nova Inglaterra. Depois que Boishebert retornou, Ramezay enviou Joseph-Michel Legarde de Croisille et de Montesson, juntamente com mais de 500 homens, dos quais 200 eram mi'kmaq, para Port-La-Joye. Em julho de 1746, a batalha aconteceu perto do rio York. Montesson e suas tropas mataram quarenta habitantes da Nova Inglaterra e capturaram o resto. Montesson foi elogiado por ter se destacado em seu primeiro comando independente.

#### Expulsão dos acadianos
Cerca de mil acadianos viviam na ilha, muitos dos quais tinham fugido para a ilha a partir da Nova Escócia durante a primeira onda da expulsão britânica ordenada em 1755, atingindo uma população de 5 000. No entanto, muitos outros foram deportados à força durante uma segunda onda de expulsões após o cerco de Louisbourg (1758). Na campanha Île Saint-Jean (1758), o general Jeffery Amherst ordenou ao coronel Andrew Rollo que capturasse a ilha. Muitos acadianos morreram na expulsão a caminho da França; em 13 de dezembro de 1758, o navio de transporte Duke William afundou e 364 morreram. Um dia antes, o Violet afundou e 280 morreram; vários dias depois o Ruby também afundou com 213 pessoas a bordo.

### Colônia inglesa
A Grã-Bretanha reivindicou a ilha como parte da Nova Escócia em 1763, quando a França desistiu de reivindicar a ilha. Isto foi sob os termos do Tratado de Paris, que estabeleceu a Guerra dos Sete Anos. A ilha foi dividida em uma colônia separada em 1769, que os britânicos chamaram de St. John's Island. O alto afluxo de Highlanders escoceses no final dos anos 1700 resultou na ilha de St. John tendo a maior proporção de imigrantes escoceses no Canadá. Isso, por sua vez, levou a uma proporção maior de falantes de gaélico escocês e de cultura próspera sobrevivendo na ilha do que na própria Escócia, já que os colonos poderiam mais facilmente evitar a influência inglesa no exterior.
O primeiro governador britânico da ilha de St. John, Walter Patterson, foi nomeado em 1769. Assumindo o cargo em 1770, ele teve uma carreira polêmica durante a qual as disputas pelo título de terra e o conflito entre facções abrandaram as tentativas iniciais de povoar e desenvolver a ilha sob um sistema feudal. Em uma tentativa de atrair colonos da Irlanda, em um de seus primeiros atos (1770), Patterson levou a assembleia colonial da ilha a renomear a ilha como "Nova Irlanda", mas o governo britânico prontamente vetou isto como excedendo a autoridade investida no governo colonial; somente o Conselho Privado em Londres poderia mudar o nome de uma colônia.

#### Distribuição de terras
Em meados da década de 1760, uma equipe de pesquisa dividiu a ilha em 67 lotes. Em primeiro de julho de 1767, estas propriedades alocaram-se a apoiantes do rei George III por meio de uma loteria. A propriedade da terra permaneceu nas mãos dos latifundiários na Inglaterra, irritando os colonos da ilha que não conseguiam obter títulos de terras em que trabalhavam e viviam. Encargos de aluguel significativos (para proprietários ausentes) criaram ainda mais raiva. A terra tinha sido dada aos senhorios ausentes com um certo número de condições relacionadas com os termos de manutenção e liquidação; muitas dessas condições não foram satisfeitas. Os ilhéus passaram décadas tentando convencer a Coroa a confiscar os lotes, mas os descendentes dos donos originais geralmente estavam bem conectados ao governo britânico e se recusaram a abrir mão da terra.
Em 1853, o governo da ilha aprovou a Lei de Aquisições de Terras, que os autorizava a comprar terras daqueles proprietários que estavam dispostos a vender, e depois revendiam a terra aos colonos por preços baixos. Este esquema entrou em colapso quando a ilha ficou sem dinheiro para continuar com as compras. Muitas dessas terras também foram férteis e foram alguns dos principais fatores para sustentar a economia da Ilha do Príncipe Eduardo.

#### Incursão em Charlottetown (1775)
Durante a Guerra Revolucionária Americana, Charlottetown foi invadida em 1775 por dois corsários empregados pelos americanos. Duas escunas armadas, Franklin e Hancock, de Beverly em Massachusetts, fizeram prisioneiro o procurador-geral em Charlottetown, seguindo o conselho dado por alguns moradores de Pictou depois de terem tomado oito navios de pesca no estreio de Canso.
Durante e depois da Guerra Revolucionária Americana, de 1776 a 1783, os esforços da colônia para atrair refugiados legalistas exilados das rebeldes colônias americanas tiveram algum sucesso. O irmão de Walter Patterson, John Patterson, um dos primeiros donatários da ilha, era um lealista temporariamente exilado e liderou os esforços para persuadir os outros a virem.
A demissão em 1787 do governador Patterson e sua retirada para Londres em 1789 amorteceu os esforços de seu irmão, levando John a se concentrar em seus interesses nos Estados Unidos (um dos filhos de John, o comodoro Daniel Patterson, tornou-se um notável herói da marinha americana e o filho de Daniel, o contra-almirante Thomas H. Patterson também teve uma carreira notável. Edmund Fanning, também um legalista exilado pela Revolução, assumiu o cargo de segundo governador, servindo até 1804. Seu mandato foi mais bem-sucedido do que o de Patterson.
Em 29 de novembro de 1798, durante a administração de Fanning, a Grã-Bretanha concedeu a aprovação para mudar o nome da colônia da ilha St. John's para Prince Edward Island (Ilha do Príncipe Eduardo) para distingui-la de nomes semelhantes no que até então era o Canadá Atlântico, como as cidades de Saint John em Novo Brunswick e St. John's em Terra Nova. O novo nome da colônia honrou o quarto filho do rei Jorge III, o príncipe Eduardo Augusto, o duque de Kent (1767-1820), que posteriormente liderou as forças militares britânicas no continente como comandante-chefe na América do Norte (1799-1800), com sua sede em Halifax. O príncipe Eduardo mais tarde se tornou o pai da futura rainha Vitória.

### Confederação
Em setembro de 1864, a Ilha do Príncipe Eduardo sediou a Conferência de Charlottetown, que foi a primeira reunião no processo que levou às Resoluções de Quebec e à criação do Canadá em 1867. A Ilha do Príncipe Eduardo não achou os termos de união favoráveis e se recusou a se juntar ao Canadá em 1867, optando por permanecer uma colônia do Reino Unido. No final da década de 1860, a colônia examinou várias opções, incluindo a possibilidade de se tornar um domínio discreto em si, bem como propostas das delegações americanas, que estavam interessadas que a Ilha do Príncipe Eduardo se juntasse aos Estados Unidos.

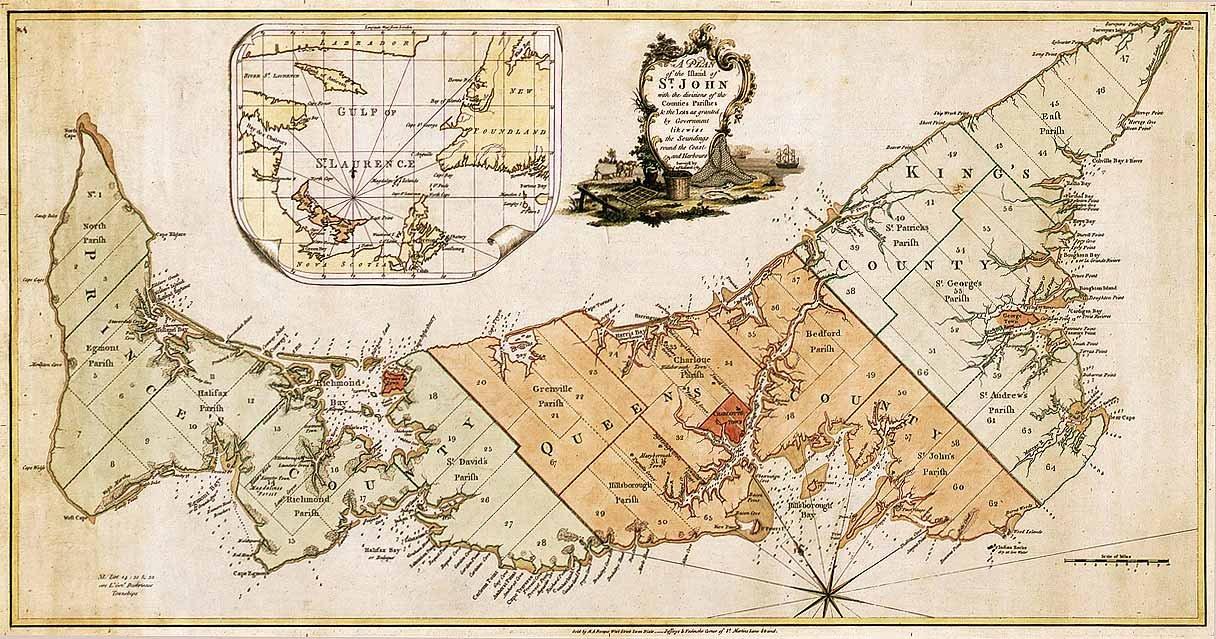
Mapa da Ilha do Príncipe Eduardo, então St. John's Island em 1755

Em 1871, a colônia iniciou a construção de uma ferrovia e, frustrada pelo Departamento Colonial da Grã-Bretanha, a ilha iniciou negociações com os Estados Unidos. Em 1873, o primeiro-ministro canadense Sir John A. Macdonald, ansioso por frustrar o expansionismo americano e enfrentando o distração do Escândalo da Pacific, começou a negociar para que Ilha do Príncipe Eduardo se juntasse ao Canadá. O Governo do Canadá assumiu as extensas dívidas ferroviárias da colônia e concordou em financiar a compra do último dos latifundiários ausentes da colônia para libertar a ilha de posse de arrendamento e de quaisquer novos imigrantes que entrassem na ilha. A Ilha do Príncipe Eduardo entrou na Confederação Canadense em 1º de julho de 1873.
Como resultado de ter sediado a reunião inaugural da Confederação, a Conferência de Charlottetown, a Ilha do Príncipe Eduardo apresenta-se como o "berço da Confederação" e a mesma é comemorada através de vários edifícios na ilha, balsas e pela Ponte Confederation (construída 1993 a 1997). O edifício mais proeminente da província que homenageia este evento é o Centro das Artes da Confederação, apresentado como presente aos 10 Governos provinciais e ao Governo Federal no centenário da Conferência de Charlottetown, onde fica em Charlottetown como um monumento nacional aos "Padres da Confederação". O Centro é um dos 22 Locais Históricos Nacionais do Canadá, localizado na Ilha do Príncipe Eduardo.

## Geografia

Mapa topográfico da Ilha do Príncipe Eduardo

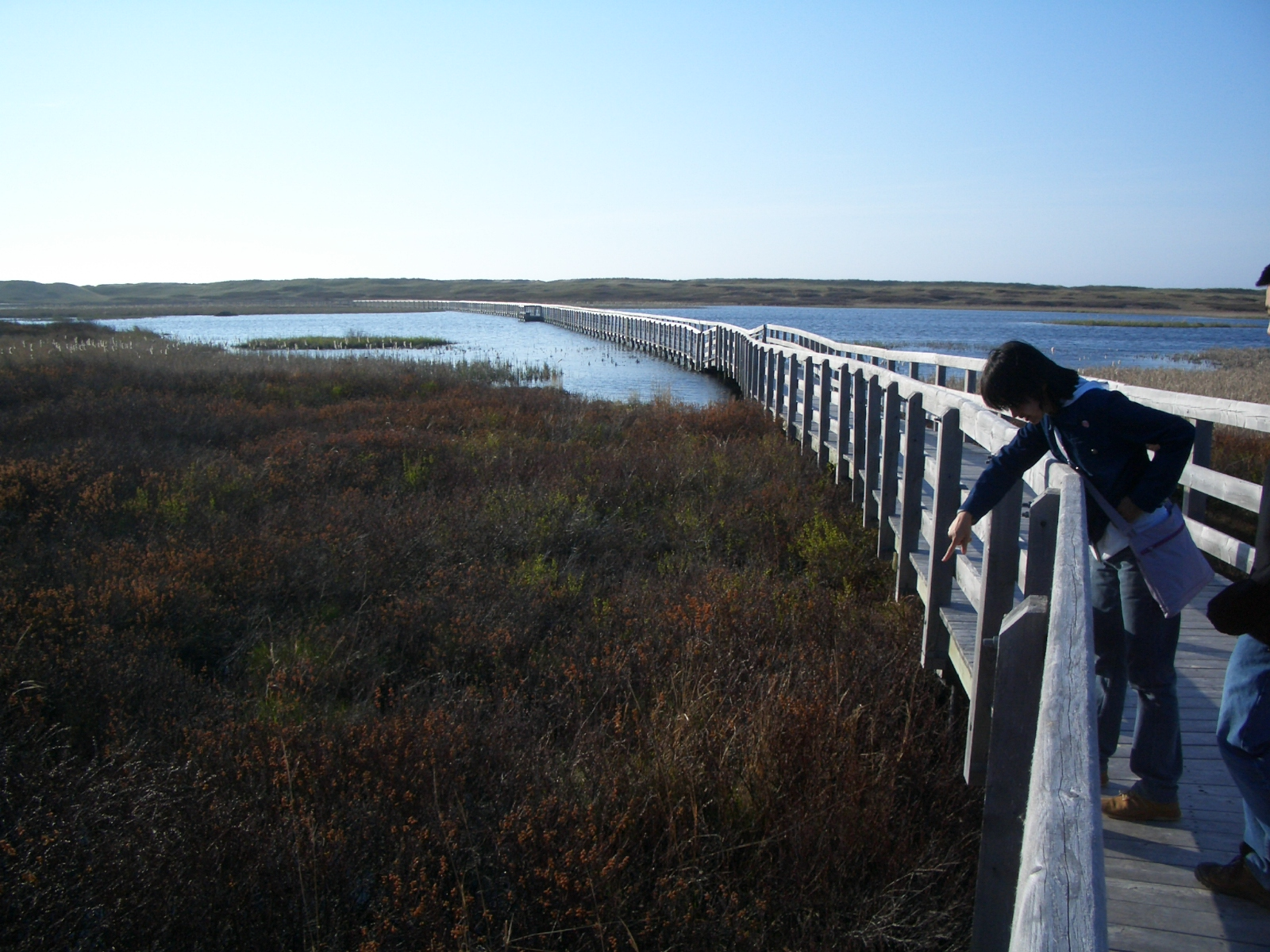
Um calçadão de madeira no Parque Nacional da Ilha do Príncipe Eduardo em Greenwich.

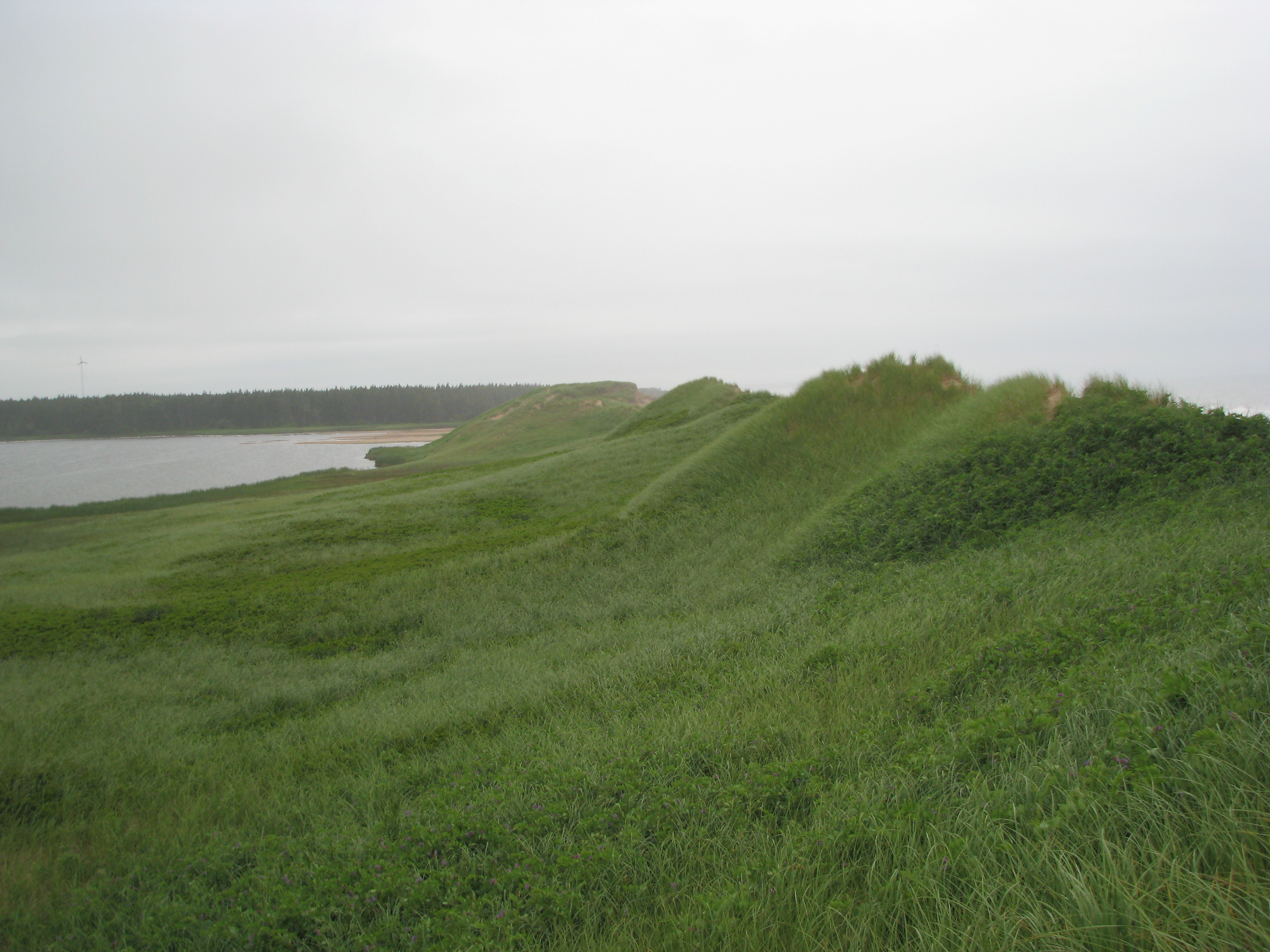
Dunas em Cavendish.

A Ilha do Príncipe Eduardo está localizada no Golfo de São Lourenço, a oeste da Ilha Cape Breton, ao norte da península da Nova Escócia e a leste de Novo Brunswick. Sua costa sul limita o Estreito de Northumberland. A ilha tem duas áreas urbanas. A maior circunda o porto de Charlottetown, situada centralmente na costa sul da ilha, e consiste na capital Charlottetown, e nas cidades suburbanas de Cornwall e Stratford e em uma zona urbana em desenvolvimento. Uma área urbana muito menor circunda o porto de Summerside, situado na costa sul, a 40 quilômetros a oeste do porto de Charlottetown, e consiste principalmente na cidade de Summerside. Tal como acontece com todos os portos naturais da ilha, os portos de Charlottetown e Summerside são criados por rias.
A paisagem da ilha é coberta de pastos. Colinas, bosques, praias de areia branca avermelhada, enseadas oceânicas e o famoso solo vermelho deram à Ilha do Príncipe Eduardo a reputação de uma província de grande beleza natural. O governo provincial promulgou leis para preservar a paisagem por meio de regulamentação, embora haja falta de fiscalização consistente e ausência de zoneamento e planejamento do uso da terra em toda a província. Sob a Lei de Planejamento da província, os municípios têm a opção de assumir a responsabilidade pelo planejamento do uso da terra através do desenvolvimento e adoção de planos oficiais e estatutos de uso da terra. Trinta e um municípios assumiram a responsabilidade pelo planejamento. Em áreas onde os municípios não assumiram a responsabilidade pelo planejamento, a província continua sendo responsável pelo controle do desenvolvimento.
A paisagem exuberante da ilha tem forte influência em sua economia e cultura. A autora Lucy Maud Montgomery inspirou-se na ilha durante o final da Era Vitoriana para o cenário de seu romance clássico Anne of Green Gables (1908). Hoje, muitas das mesmas qualidades que Montgomery e outros encontraram na ilha são apreciadas pelos turistas que visitam a região o ano todo. Eles desfrutam de uma variedade de atividades de lazer, incluindo praias, vários campos de golfe, aventuras de ecoturismo, passeios pelo campo e eventos culturais nas comunidades locais ao redor da ilha.
As comunidades rurais menores, bem como as cidades e aldeias de toda a província, mantêm um ritmo mais lento. A Ilha do Príncipe Eduardo tornou-se popular como um destino turístico para o relaxamento. A economia da maioria das comunidades rurais da ilha é baseada na agricultura de pequena escala. A agricultura industrial aumentou à medida que as empresas compram e consolidam propriedades agrícolas antigas.
O litoral tem uma combinação de longas praias, dunas, falésias de arenito vermelho, pântanos de água salgada e inúmeras baías e portos. As praias, dunas e falésias de arenito consistem em rochas sedimentares e outros materiais com uma alta concentração de ferro, que se oxida ao ser exposta ao ar. As propriedades geológicas de uma areia de sílica branca encontradas em Basin Head são únicas na província, os grãos de areia causam um ruído quando se esfregam uns contra os outros quando pisados, e são chamados de "areias cantoras".
Grandes campos de dunas na costa norte podem ser encontrados em Ilhas-barreira nas entradas de várias baías e portos. As magníficas dunas de areia em Greenwich são de particular importância. As dunas abrigam uma variedade de pássaros e plantas raras, é também um local de interesse arqueológico significativo.
Apesar do pequeno tamanho e da reputação de a Ilha do Príncipe Eduardo ser uma província predominantemente rural, ela é a província mais densamente povoada do Canadá.

### Clima

A Ilha do Príncipe Eduardo entre as províncias marítimas.

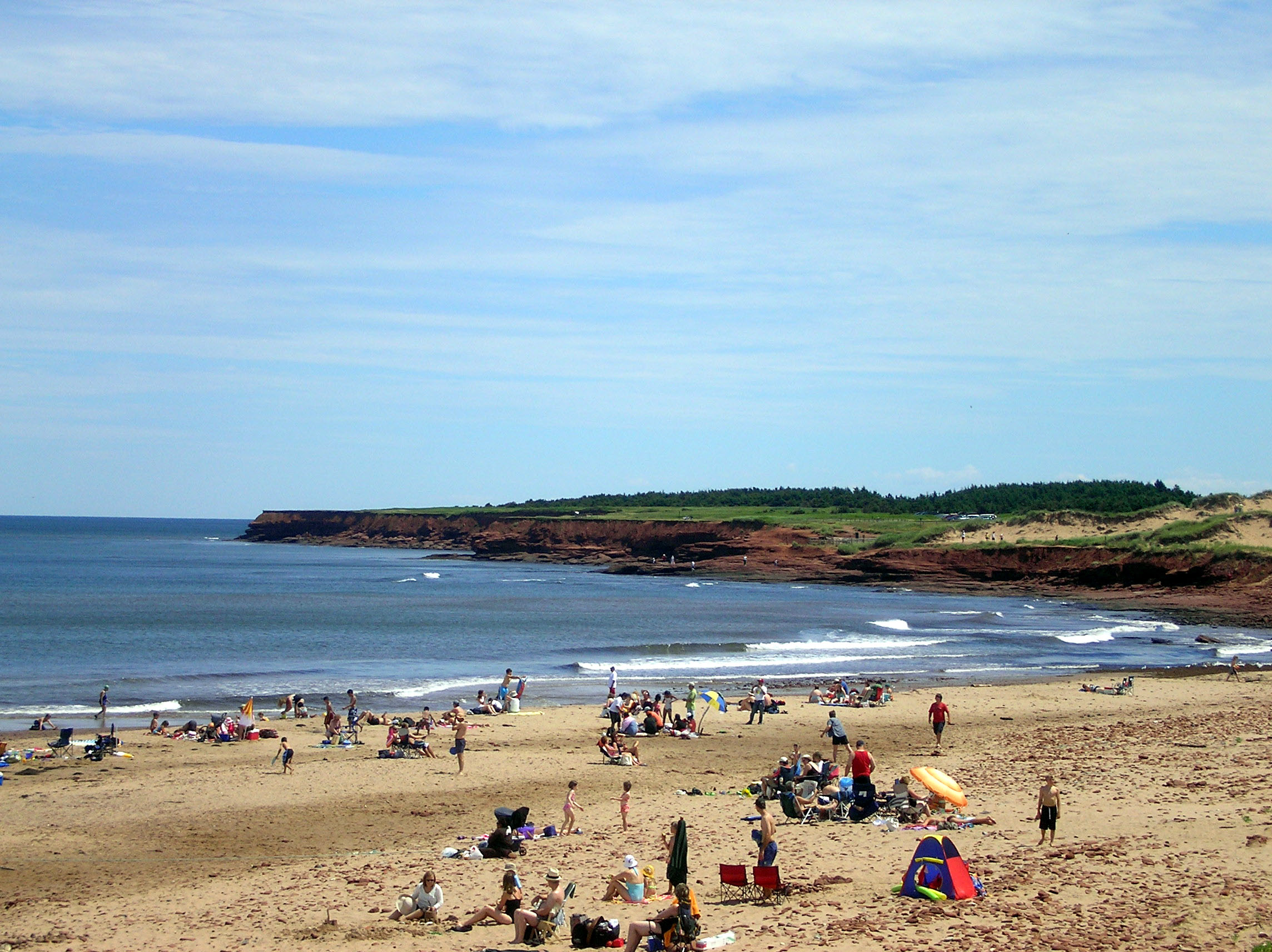
Praia em Cavendish

Segundo a classificação climática de Köppen-Geiger, o clima da província é o continental úmido de verão fresco (tipo Dfb). O clima na ilha é moderado e fortemente influenciado pelos mares circundantes. Como tal, é mais suave do que as localizações do interior devido às águas quentes do Golfo de São Lourenço. O clima é caracterizado por ser variável ao longo do ano, tem algumas das condições meteorológicas mais variáveis do dia-a-dia no Canadá, nas quais condições climáticas específicas raramente duram muito tempo.
Durante os meses de julho e agosto, a máxima média diária na ilha é de 23 °C, no entanto, a temperatura pode às vezes exceder 30 °C durante esses meses. Nos meses de inverno de janeiro e fevereiro, a máxima média durante o dia é de –3,3 °C. A ilha recebe uma precipitação média anual de 855 milímetros e uma precipitação de neve anual de 285 centímetros.

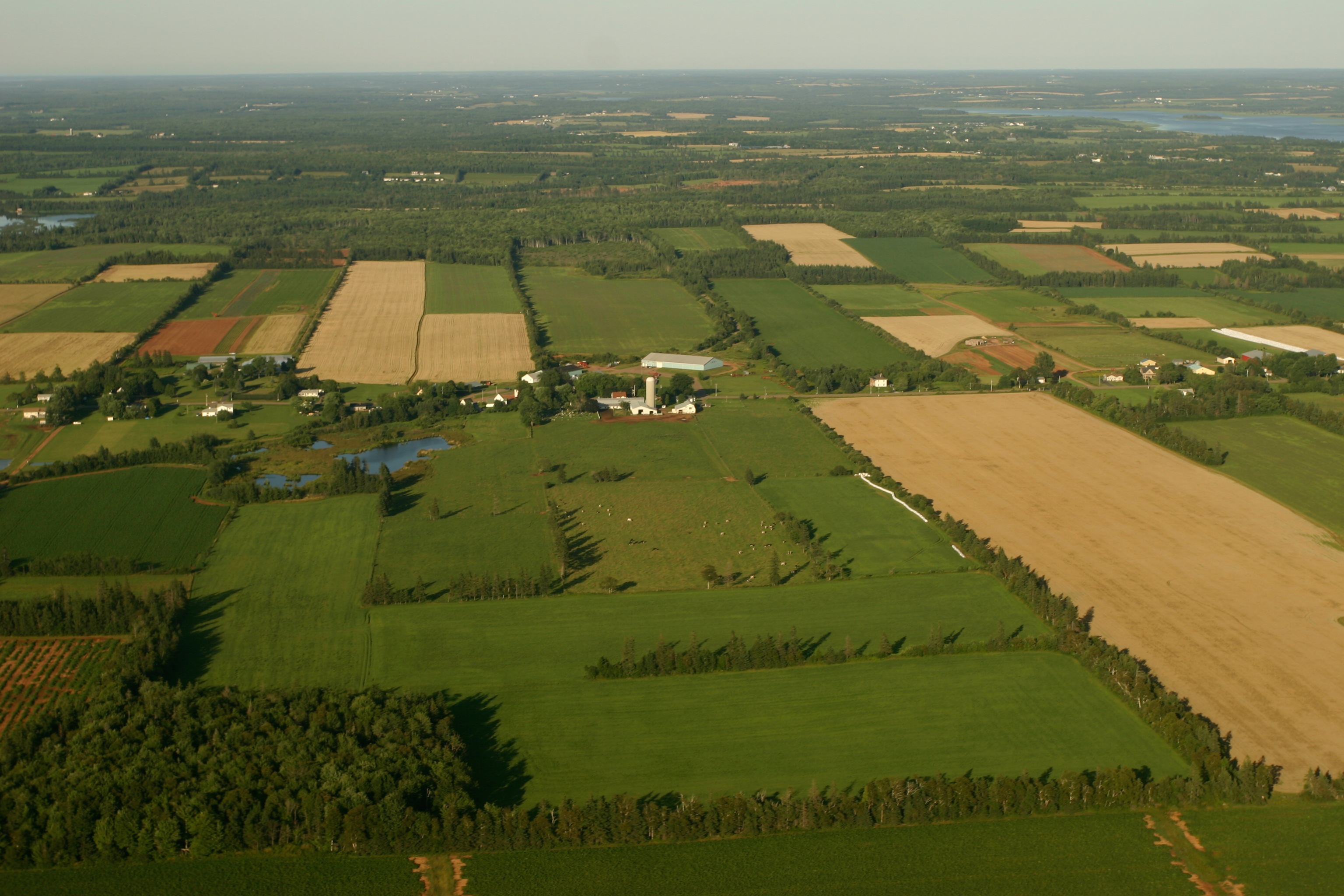
Vista aérea da Ilha do Príncipe Eduardo

Os invernos são moderadamente frios e longos, mas são mais suaves do que nos locais do interior, com confrontos entre o ar frio do Ártico e o ar mais ameno do Atlântico, causando frequentes oscilações de temperatura. O clima é considerado mais continental do que oceânico, a não ser que o Golfo de São Lourenço congele, eliminando assim qualquer moderação nas temperaturas. A temperatura média é de –7 °C em janeiro. Durante os meses de inverno, a ilha costuma ter muitas tempestades (que podem produzir chuva e neve) e tempestades de neve, uma vez que, durante esse período, as tempestades provenientes do Atlântico Norte ou do Golfo do México frequentemente influenciam a área. As temperaturas da primavera normalmente permanecem frias até que o gelo do mar derreta, geralmente no final de abril ou início de maio.
Os verões são moderadamente quentes, mas raramente desconfortáveis, com a temperatura máxima diária chegando ocasionalmente a 30 °C. O outono é uma estação agradável, já que as águas moderadas do Golfo atrasam o início das geadas, embora a atividade das tempestades aumente em comparação com o verão. Há uma ampla precipitação ao longo do ano, embora seja mais forte no final do outono, no início do inverno e no meio da primavera.
O gráfico climático seguinte descreve as condições climáticas de Charlottetown, como exemplo do clima na pequena província.
| Dados climatológicos para o Aeroporto de Charlottetown, médias de 1981–2010. | Dados climatológicos para o Aeroporto de Charlottetown, médias de 1981–2010. | Dados climatológicos para o Aeroporto de Charlottetown, médias de 1981–2010. | Dados climatológicos para o Aeroporto de Charlottetown, médias de 1981–2010. | Dados climatológicos para o Aeroporto de Charlottetown, médias de 1981–2010. | Dados climatológicos para o Aeroporto de Charlottetown, médias de 1981–2010. | Dados climatológicos para o Aeroporto de Charlottetown, médias de 1981–2010. | Dados climatológicos para o Aeroporto de Charlottetown, médias de 1981–2010. | Dados climatológicos para o Aeroporto de Charlottetown, médias de 1981–2010. | Dados climatológicos para o Aeroporto de Charlottetown, médias de 1981–2010. | Dados climatológicos para o Aeroporto de Charlottetown, médias de 1981–2010. | Dados climatológicos para o Aeroporto de Charlottetown, médias de 1981–2010. | Dados climatológicos para o Aeroporto de Charlottetown, médias de 1981–2010. | Dados climatológicos para o Aeroporto de Charlottetown, médias de 1981–2010. |
| Mês                                                                          | Jan                                                                          | Fev                                                                          | Mar                                                                          | Abr                                                                          | Mai                                                                          | Jun                                                                          | Jul                                                                          | Ago                                                                          | Set                                                                          | Out                                                                          | Nov                                                                          | Dez                                                                          | Ano                                                                          |
| ---------------------------------------------------------------------------- | ---------------------------------------------------------------------------- | ---------------------------------------------------------------------------- | ---------------------------------------------------------------------------- | ---------------------------------------------------------------------------- | ---------------------------------------------------------------------------- | ---------------------------------------------------------------------------- | ---------------------------------------------------------------------------- | ---------------------------------------------------------------------------- | ---------------------------------------------------------------------------- | ---------------------------------------------------------------------------- | ---------------------------------------------------------------------------- | ---------------------------------------------------------------------------- | ---------------------------------------------------------------------------- |
| Temperatura máxima recorde (°C)                                              | 15,1                                                                         | 13,3                                                                         | 24,5                                                                         | 26,7                                                                         | 31,7                                                                         | 32,2                                                                         | 33,9                                                                         | 36,7                                                                         | 31,5                                                                         | 27,8                                                                         | 21,3                                                                         | 16,7                                                                         | 36,7                                                                         |
| Temperatura máxima média (°C)                                                | −3,4                                                                         | −2,9                                                                         | 0,9                                                                          | 7,2                                                                          | 14,3                                                                         | 19,4                                                                         | 23,3                                                                         | 22,8                                                                         | 18,6                                                                         | 12,3                                                                         | 6,3                                                                          | 0,5                                                                          | 9,9                                                                          |
| Temperatura média (°C)                                                       | −7,7                                                                         | −7,3                                                                         | −3,1                                                                         | 3,1                                                                          | 9,2                                                                          | 14,5                                                                         | 18,7                                                                         | 18,3                                                                         | 14,1                                                                         | 8,3                                                                          | 2,9                                                                          | −3,3                                                                         | 5,7                                                                          |
| Temperatura mínima média (°C)                                                | −12,1                                                                        | −11,7                                                                        | −7,0                                                                         | −1,2                                                                         | 4,1                                                                          | 9,6                                                                          | 14,1                                                                         | 13,7                                                                         | 9,6                                                                          | 4,4                                                                          | −0,5                                                                         | −7,0                                                                         | 1,3                                                                          |
| Temperatura mínima recorde (°C)                                              | −32,8                                                                        | −30,6                                                                        | −27,2                                                                        | −16,1                                                                        | −6,7                                                                         | −1,1                                                                         | 2,8                                                                          | 2,0                                                                          | −0,6                                                                         | −6,7                                                                         | −17,2                                                                        | −28,1                                                                        | −32,8                                                                        |
| Precipitação (mm)                                                            | 101,0                                                                        | 83,2                                                                         | 86,3                                                                         | 83,7                                                                         | 91,0                                                                         | 98,8                                                                         | 79,9                                                                         | 95,7                                                                         | 95,9                                                                         | 112,2                                                                        | 112,5                                                                        | 118,1                                                                        | 1 158,2                                                                      |
| Chuva (mm)                                                                   | 34,1                                                                         | 29,8                                                                         | 44,1                                                                         | 59,7                                                                         | 87,2                                                                         | 98,8                                                                         | 79,9                                                                         | 95,7                                                                         | 95,9                                                                         | 110,3                                                                        | 93,0                                                                         | 58,6                                                                         | 887,1                                                                        |
| Queda de neve média (cm)                                                     | 73,3                                                                         | 58,3                                                                         | 44,1                                                                         | 24,4                                                                         | 3,7                                                                          | 0,0                                                                          | 0,0                                                                          | 0,0                                                                          | 0,0                                                                          | 1,7                                                                          | 19,2                                                                         | 65,6                                                                         | 290,4                                                                        |
| Dias com precipitação (0.2 mm)                                               | 19,3                                                                         | 15,7                                                                         | 15,9                                                                         | 15,3                                                                         | 14,1                                                                         | 13,2                                                                         | 12,6                                                                         | 11,7                                                                         | 12,8                                                                         | 15,0                                                                         | 16,9                                                                         | 19,8                                                                         | 182,4                                                                        |
| Dias com chuva (0.2 mm)                                                      | 6,3                                                                          | 5,0                                                                          | 7,5                                                                          | 11,6                                                                         | 13,8                                                                         | 13,2                                                                         | 12,6                                                                         | 11,7                                                                         | 12,8                                                                         | 14,6                                                                         | 13,0                                                                         | 8,6                                                                          | 130,8                                                                        |
| Dias com neve (0.2 cm)                                                       | 17,3                                                                         | 13,7                                                                         | 12,2                                                                         | 6,4                                                                          | 0,93                                                                         | 0,0                                                                          | 0,0                                                                          | 0,0                                                                          | 0,03                                                                         | 1,0                                                                          | 6,4                                                                          | 15,3                                                                         | 73,2                                                                         |
| Insolação (h)                                                                | 108,9                                                                        | 109,1                                                                        | 141,3                                                                        | 148,2                                                                        | 197,1                                                                        | 219,8                                                                        | 253,6                                                                        | 219,0                                                                        | 181,0                                                                        | 123,9                                                                        | 62,9                                                                         | 75,8                                                                         | 1 840,5                                                                      |
| Fontes: Environment Canada                                                   |                                                                              |                                                                              |                                                                              |                                                                              |                                                                              |                                                                              |                                                                              |                                                                              |                                                                              |                                                                              |                                                                              |                                                                              |                                                                              |

## Demografia
De acordo com o censo canadense de 2016, a população da Ilha do Príncipe Eduardo era de aproximadamente 142 910 habitantes. Cerca de 60% da população reside em apenas duas cidades da província, Charlottetown e Summerside, com cerca de 69 325 pessoas residindo em Charlottetown e 16 587 em Summerside. Apesar da ilha ter sido colonizada essencialmente por franceses e depois por ingleses, a maior parte dos habitantes da ilha são descendentes de escoceses. A ilha reflete a imigração mais antiga no Canadá, onde os sobrenomes escoceses, irlandeses, ingleses e franceses dominantes até hoje entre a população.

### Condados
A província canadense da Ilha do Príncipe Eduardo tem três condados que historicamente têm sido usados como divisões administrativas para o governo provincial e, antes da Confederação (em 1873), para o governo colonial. Os condados, na atualidade, não são mais usados como limites administrativos para o governo provincial, no entanto, eles continuam a ser usados como divisões censitárias pela Statistics Canada para fins estatísticos na administração do censo canadense.
O condado mais populoso é o condado de Queens, com 82 mil habitantes, seguido pelos condados de Prince e KIngs, com 43,7 mil e 17,1 mil habitantes respectivamente.

### Lotes
A Ilha do Príncipe Eduardo é divida em 67 lotes (também conhecidos como townships), algumas das quais também atuam como subdivisões do censo da ilha. Depois de a ilha ser cedida no Tratado de Paris de 1763, a Grã-Bretanha imediatamente procurou trazer seus próprios colonos para ocupar as propriedades acadianas desocupadas. Em 1764, a Grã-Bretanha ordenou uma pesquisa sobre o que então se chamava Ilha de St. John, que foi concluída em 1766. Como em outras pesquisas nos territórios norte-americanos da Grã-Bretanha, a pesquisa da Ilha de St. John foi feita com o objetivo principal de encorajar a colonização a um custo mínimo. Um sistema feudal foi proposto, nos moldes da experiência europeia com a locação-arrendamento. No Canadá, o uso específico do termo "lote" para descrever as subdivisões políticas tem variado no país, geralmente os lotes descrevem um governo rural ou semi-rural local dentro do país. No leste do Canadá, incluindo a Ilha do Príncipe Eduardo, o lote é uma forma da subdivisão municipal. No francês canadense, o lote é chamado de crampon.

### Municípios
A Ilha do Príncipe Eduardo é a província com a menor população do Canadá, com cerca de 142 907 habitantes, de acordo com o censo de 2016, e é a menor subdivisão canadense em área territorial, com apenas 5 686 quilômetros quadrados. Os 63 municípios da Ilha do Príncipe Eduardo abrigavam 70% de sua população em 2016. Esses municípios fornecem serviços de governo local a seus residentes na forma de proteção contra incêndios, serviços de planejamento municipal e planejamento de medidas emergenciais. As áreas restantes não incorporadas não têm governo local.
A Ilha do Príncipe Eduardo tem duas cidades, dez towns, cinquenta comunidades e um município resort, os quais estão distribuídas em três condados - Kings, Prince e Queens. Aproximadamente 26% dos residentes vivem na capital provincial, Charlottetown, e outros 24% vivem na aglomeração censitária de Charlottetown.
| Município       | Condado | Status municipal | População (2016) | Área de terra (km²) |
| --------------- | ------- | ---------------- | ---------------- | ------------------- |
| Charlottetown   | Queens  | Cidade           | 36 094           | 44,34               |
| Summerside      | Prince  | Cidade           | 14 829           | 28,49               |
| Stratford       | Queens  | Town             | 9 706            | 22,53               |
| Cornwall        | Queens  | Town             | 5 348            | 28,19               |
| Three Rivers    | Prince  | Town             | 4 519            | 148,37              |
| North Shore     | Queens  | Município rural  | 2 080            | 71,4                |
| Belfast         | Queens  | Município rural  | 1 670            | 229,6               |
| Kensington      | Prince  | Town             | 1 619            | 3,01                |
| Afton           | Queens  | Município rural  | 1 291            | 39,8                |
| Miltonvale Park | Queens  | Município rural  | 1 148            | 35,45               |

### Etnias
Etnias da Ilha do Príncipe Eduardo em 2006.
De acordo com o Inquérito Nacional dos Agregados Familiares de 2011, o maior grupo étnico consiste de descendentes de escoceses (39,2%), seguido de ingleses (31,1%), irlandeses (30,4%), franceses (21,1%), alemães (5,2%) e descendentes de holandeses (3,1%). A população da Ilha do Príncipe Eduardo é quase que totalmente branca; há poucas minorias visíveis. Os canadenses chineses são o maior grupo minoritário visível da Ilha do Príncipe Eduardo, compreendendo 1,3% da população da província. Quase metade dos entrevistados identificou sua etnia como "canadense".

### Idiomas

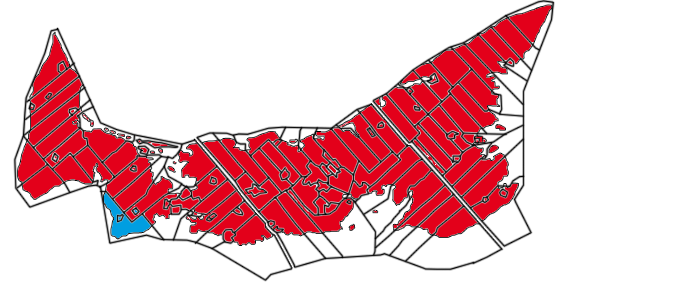
Mapa linguístico da Ilha do Príncipe Eduardo. Vermelho representa a língua inglesa, azul representa o francês. Outras cores representam idiomas não oficiais

No censo canadense de 2016 havia uma população de 142 910. Das 140 020 respostas singulares à questão do censo sobre a língua materna, as línguas mais comumente relatadas foram as seguintes:
| Posição | Língua                              | Número  | Porcentagem |
| ------- | ----------------------------------- | ------- | ----------- |
| 1       | Inglês                              | 128 005 | 94,9%       |
| 2       | Francês                             | 4 865   | 3,5%        |
| 3       | Mandarim                            | 2 165   | 1,6%        |
| 4       | Árabe                               | 575     | 0,4%        |
| 5       | Neerlandês                          | 465     | 0,3%        |
| 6       | Tagalog                             | 365     | 0,3%        |
| 7       | Alemão                              | 320     | 0,2%        |
| 8       | Espanhol                            | 305     | 0,2%        |
| 9       | Línguas chinesas (não especificado) | 295     | 0,2%        |
| 10      | Cantonês                            | 210     | 0,2%        |
| 11      | Nepali                              | 200     | 0,1%        |
| 12      | Persa                               | 175     | 0,1%        |
| 13      | Russo                               | 140     | 0,1%        |
| 14      | Coreano                             | 120     | < 0,1%      |

Além disso, houve 460 respostas do inglês e de uma "língua não oficial"; 30 de ambos o francês e uma "língua não oficial"; 485 de inglês e francês; 20 de inglês, francês e uma "língua não oficial". As informações mostradas são para o número de respostas em um único idioma e a porcentagem do total de respostas em um único idioma.

### Religiões
Tradicionalmente, a população tem sido dividida igualmente entre afiliações católicas e protestantes. O censo de 2001 indicou um número de adeptos para a Igreja Católica Romana, com 63 240 (47%) e várias igrejas protestantes, com 57 855 (43%). Isso incluiu a Igreja Unida do Canadá com 26 570 (20%); a Igreja Presbiteriana com 7 885 (6%) e a Igreja Anglicana do Canadá com 6 525 (5%); o nível de não religiosos estava entre os mais baixos entre as províncias canadenses, com 8 705 pessoas (6,5% da população da província). Se considerarmos que os fundadores da Igreja Unida do Canadá eram em grande parte presbiterianos na Ilha do Príncipe Eduardo, a ilha tem uma das maiores porcentagens de presbiterianos no país. A ilha também possui um dos maiores números de edifícios da Igreja Livre da Escócia no Canadá, embora a frequência a igrejas seja muito baixa na província e no Canadá.

## Economia

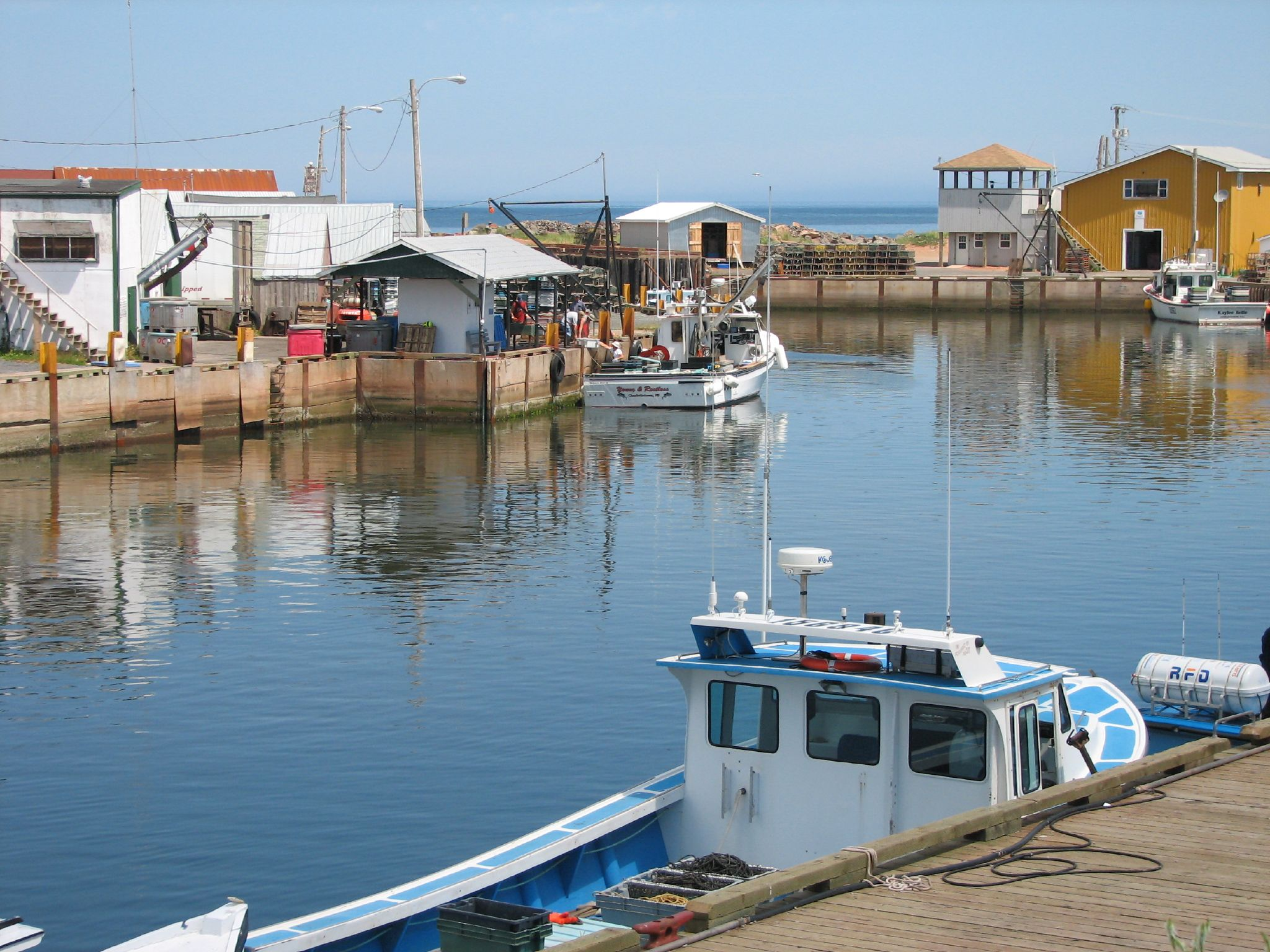
A pesca forma uma das principais indústrias da Ilha do Príncipe Eduardo

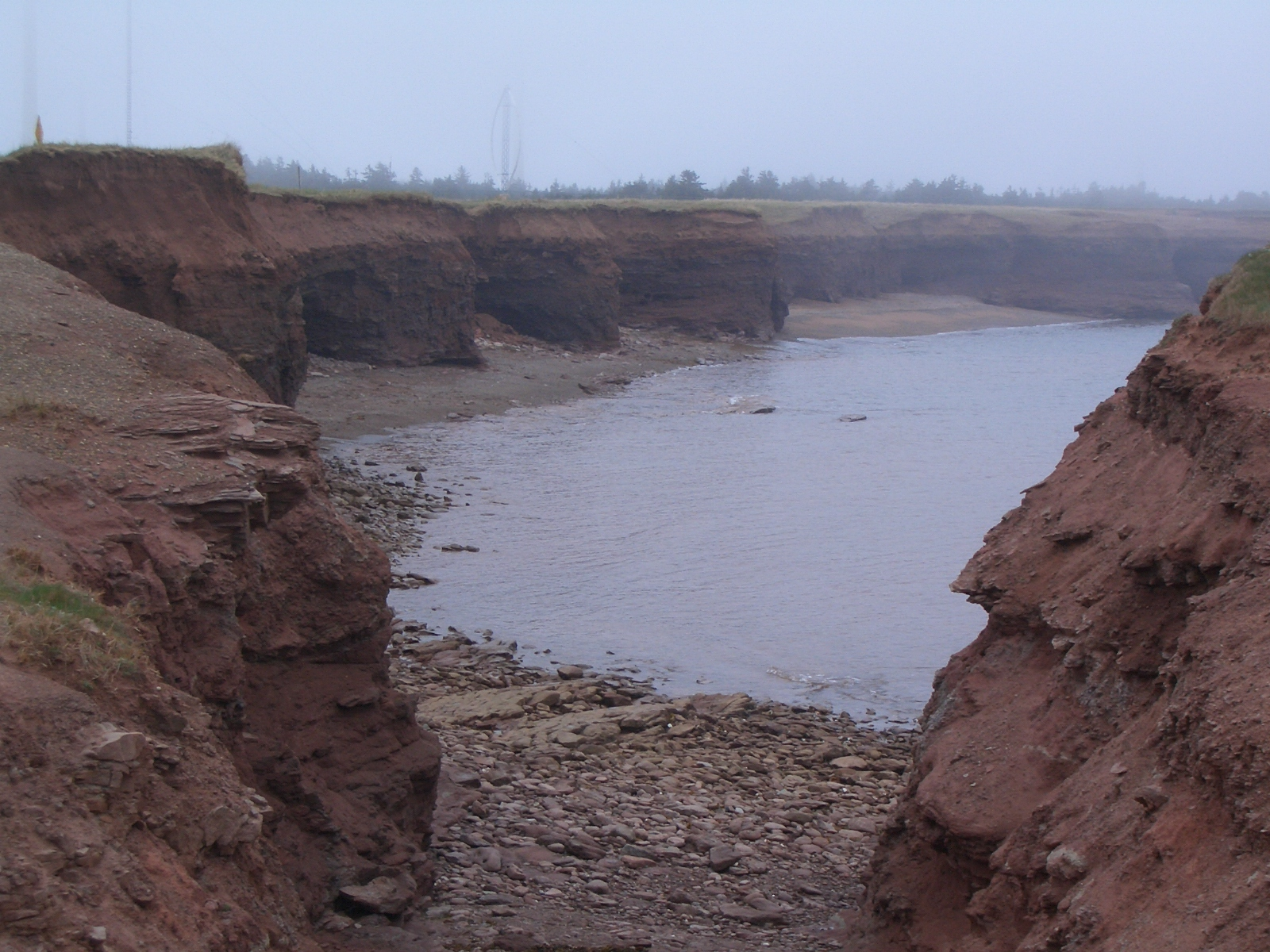
Nevoeiro em penhascos de arenito em North Cape

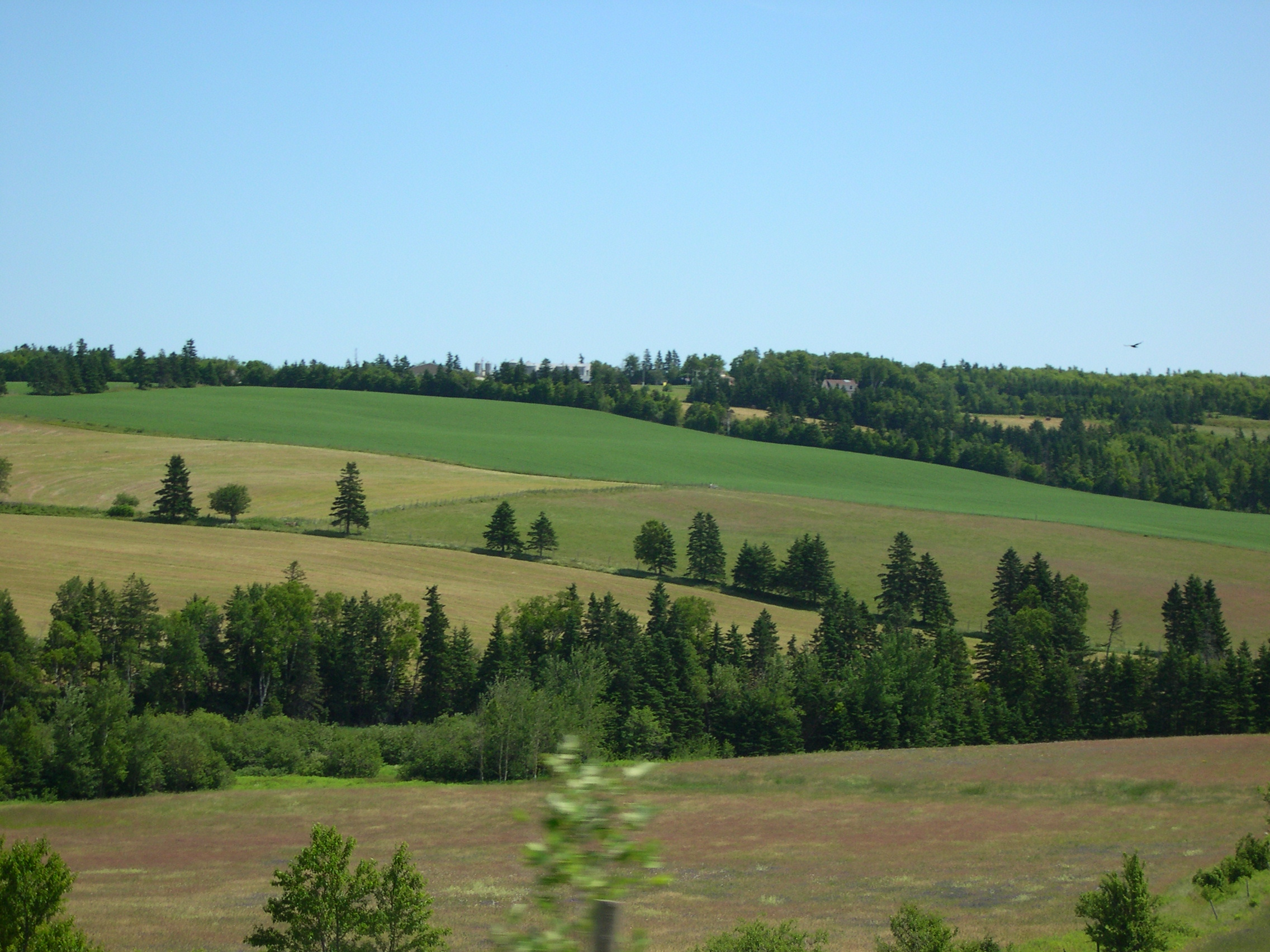
Colinas cobrem uma parte significativa da paisagem da ilha

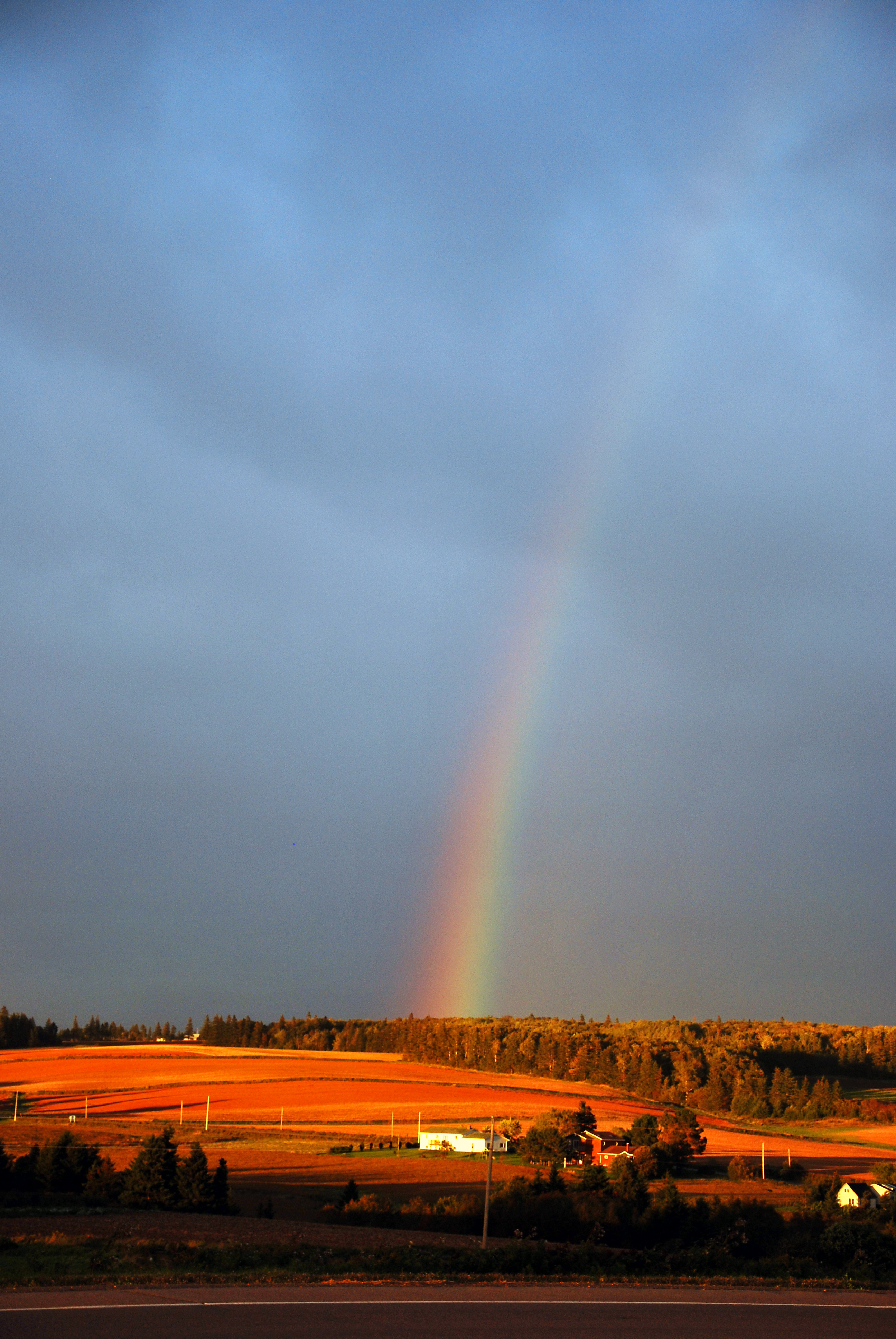
Fazenda na Ilha do Príncipe Eduardo

A economia da província é dominada pelas indústrias sazonais da agricultura, turismo e pesca. A província é limitada em termos de indústria pesada e manufatura, embora a Cavendish Farms execute extensas operações de fabricação de alimentos na província.
A agricultura continua a ser a indústria dominante na economia provincial, como desde os tempos coloniais. A ilha tem uma área total de 570 000 hectares com aproximadamente 240 383 hectares desmatados para uso agrícola. Em 2006, o Censo Agropecuário contou mais de 1 700 fazendas na ilha. Durante o século XX, a produção de batata substituiu a agricultura mista como a principal cultura comercial, respondendo por um terço da renda agrícola provincial. O número de acres sob a produção de batata em 2010 era de 88 000, enquanto a área de soja representava 55 000. Há aproximadamente 330 produtores de batata na Ilha do Príncipe Eduardo, com a grande maioria destes sendo fazendas familiares, muitas vezes com várias gerações trabalhando juntas. Atualmente, a província é responsável por um terço da produção total de batata do Canadá, produzindo aproximadamente 1,3 bilhão de quilos por ano. Comparativamente, o estado americanos de Idaho produz aproximadamente 6,2 bilhões de quilos por ano, com uma população aproximadamente 9,5 vezes maior. A província é uma grande produtora de batatas de semente, exportando para mais de vinte países em todo o mundo. Um total estimado de 70% da terra é cultivada e 25% de todas as batatas cultivadas no Canadá são originárias da ilha. O processamento de batatas fritas congeladas, verduras e frutas silvestres é uma atividade comercial importante.
Como legado da história colonial da ilha, o governo provincial aplica regras extremamente rígidas para a propriedade de terras não-residentes, especialmente desde o Ato de Proteção das Terras da Ilha do Príncipe Eduardo de 1982. Residentes e empresas estão limitados a explorações máximas de 400 e 1 200 hectares, respectivamente. Há também restrições à propriedade não-residente de linhas costeiras.
A economia da ilha cresceu significativamente na última década em áreas-chave de inovação. As indústrias aeroespacial, biociência, tecnologia da informação e comunicação e energia renovável têm sido foco de crescimento e diversificação. Somente o setor aeroespacial responde por mais de 25% das exportações internacionais da província e é a quarta maior indústria da ilha, com vendas anuais de C$ 355 milhões. A indústria da biociência emprega mais de 1 300 pessoas e gera mais de C$ 150 milhões em vendas.
Muitas das comunidades costeiras da província dependem da captura de moluscos, particularmente da pesca de lagosta, bem como da pesca de ostras e de mexilhões.
A venda de bebidas carbonatadas, como cerveja e refrigerantes, em recipientes não-recarregáveis, como latas de alumínio ou garrafas de plástico, foi proibida em 1976 como uma medida ambiental em resposta às preocupações do público com o lixo. As empresas de cerveja e refrigerantes optaram por usar garrafas de vidro recarregáveis para seus produtos que eram resgatáveis em lojas e depósitos de garrafas.
Embora muitas vezes as agendas ambientais e econômicas possam estar em desacordo, a legislação "proibi a lata", além de ser orientada para o meio ambiente, também foi economicamente motivada, pois protegia os empregos. A Seaman's Beverages, empresa de engarrafamento e fabricante de bebidas carbonatadas, foi fundada em 1939 e é uma grande empregadora em Charlottetown. Tornar ilegal as latas de alumínio levou a uma participação maior no mercado de bebidas carbonatadas para a Seaman's. A Seaman's Beverages acabou sendo adquirida pela Pepsi Bottling Group Inc. em 2002, antes do levantamento da legislação.
A introdução de programas de reciclagem de latas e garrafas plásticas nas províncias vizinhas nos últimos anos (usando também um sistema de retorno) levou o governo provincial a introduzir uma legislação para reverter essa proibição com a restrição levantada em 3 de maio de 2008.
Antes da harmonização em 2013, a Ilha do Príncipe Eduardo tinha uma das taxas mais altas de impostos sobre vendas no varejo provincial do Canadá, com 10%. Em 1º de abril de 2013, o imposto provincial foi harmonizado com o Imposto Federal sobre bens e serviços e passou a ser conhecido como o imposto sobre vendas harmonizado. O imposto de 15% é aplicado a quase todos os bens e serviços, exceto algumas roupas, alimentos e combustível para aquecimento doméstico. Esta taxa é a mesma das províncias vizinhas no Atlântico.
O governo provincial fornece proteção ao consumidor na forma de regulamentação para certos itens, variando de aumentos de aluguel de apartamentos a produtos de petróleo, incluindo gás, diesel, propano e óleo para aquecimento. Estes são regulados pela Comissão de Regulamentação e Apelações da Ilha do Príncipe Eduardo (IRAC). O IRAC está autorizado a limitar o número de empresas autorizadas a vender produtos petrolíferos.
A partir de 2015, a media da renda familiar na Ilha do Príncipe Eduardo é de C$ 76 607 por ano. O salário mínimo é de C$ 12,25 por hora desde de 1º de abril de 2018.

## Política
O governo provincial é responsável por áreas como saúde e serviços sociais, educação, desenvolvimento econômico, legislação trabalhista e direito civil. Estas questões do governo são supervisionadas na capital provincial, Charlottetown.

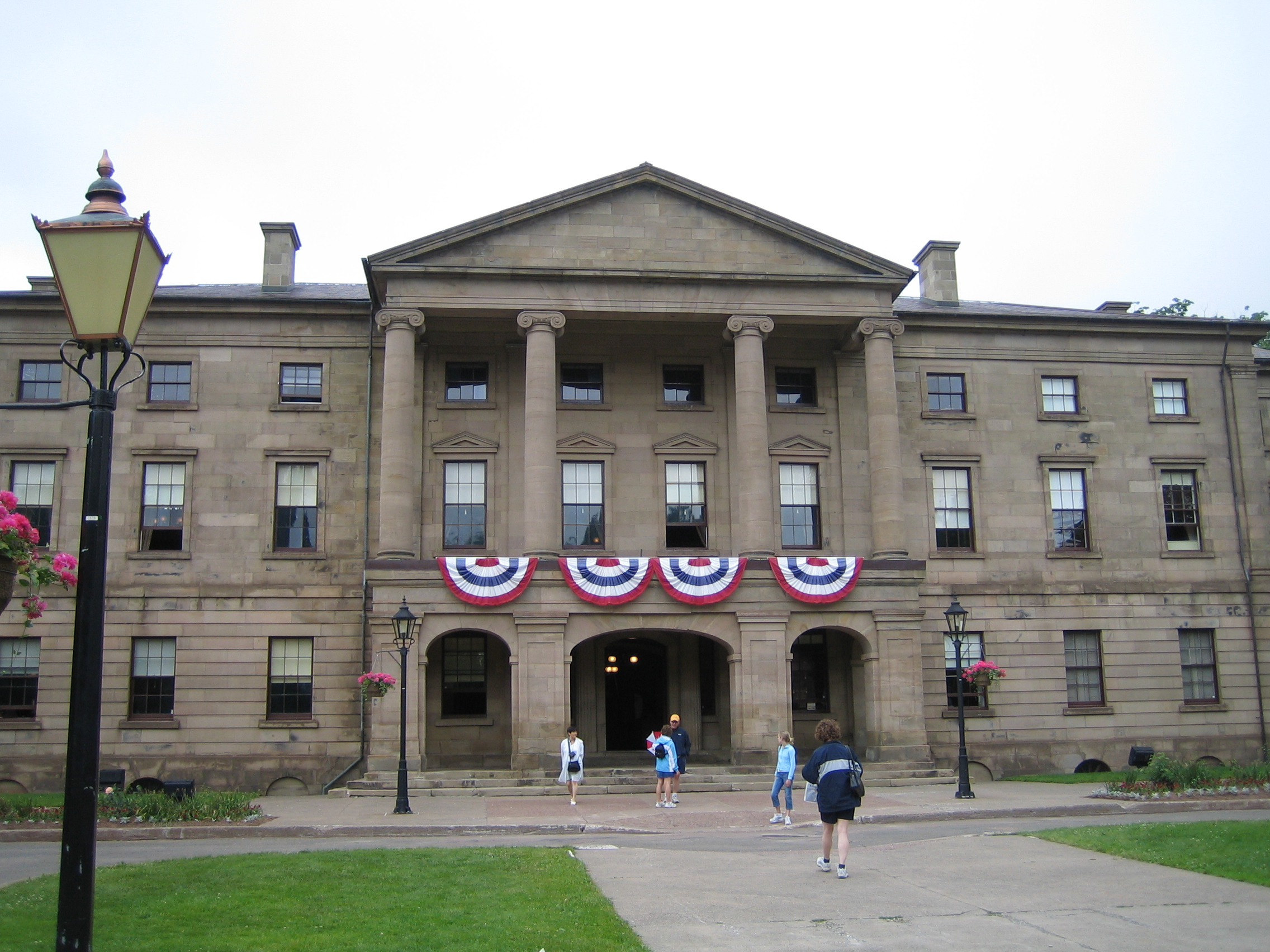
Assembleia Legislativa da Ilha do Príncipe Eduardo

A Ilha do Príncipe Eduardo é governada por um governo parlamentar dentro da construção da monarquia constitucional; a monarquia na Ilha do Príncipe Eduardo é a fundação dos poderes executivo, legislativo e judiciário. O chefe de estado é a rainha Elizabeth II, que também atua como chefe de estado de outros 15 países da Commonwealth, de outras nove províncias do Canadá e da esfera federal canadense, e reside predominantemente no Reino Unido. Como tal, o representante da Rainha, o tenente-governador da Ilha do Príncipe Eduardo, realiza a maioria dos deveres reais na província.
A participação direta dos membros reais e vice-reitores em qualquer uma dessas áreas de governança é limitada; na prática, seu uso dos poderes executivos é dirigido pelo Conselho Executivo, um comitê de ministros da Coroa responsável pela Assembleia Legislativa unicameral, eleita e escolhida e encabeçada pelo primeiro-ministro (premier) da Ilha do Príncipe Eduardo, o chefe do governo na província. Para assegurar a estabilidade do governo, o tenente-governador geralmente nomeia como primeiro-ministro a pessoa que é o atual líder do partido político, e que pode obter a confiança de uma pluralidade na Assembleia Legislativa. O líder do partido em segundo lugar geralmente se torna o líder da oposição e faz parte de um sistema parlamentar adversário destinado a manter o governo sob controle.
Cada um dos 27 membros da Assembleia Legislativa (MLA) é eleito por simples pluralidade num distrito eleitoral. As eleições gerais são convocadas pelo tenente-governador para a primeira segunda-feira de outubro, quatro anos após a eleição anterior, ou podem ser convocadas mais cedo, segundo o conselho do primeiro-ministro. Historicamente, a política na província tem sido dominada pelos partidos conservadores, liberais e progressistas desde que a província se juntou à Confederação Canadense. A partir da eleição de 2015, o Partido Verde da Ilha do Príncipe Eduardo conseguiu uma pequena representação na Assembleia Legislativa, e na eleição de 2019 ganhou seis assentos adicionais para formar a oposição oficial.
A confederação Mi'kmaq da ilha é o conselho tribal e a organização provincial-territorial na província que representa tanto a Ilha Lennox como os indígenas Abegweit.

## Transportes

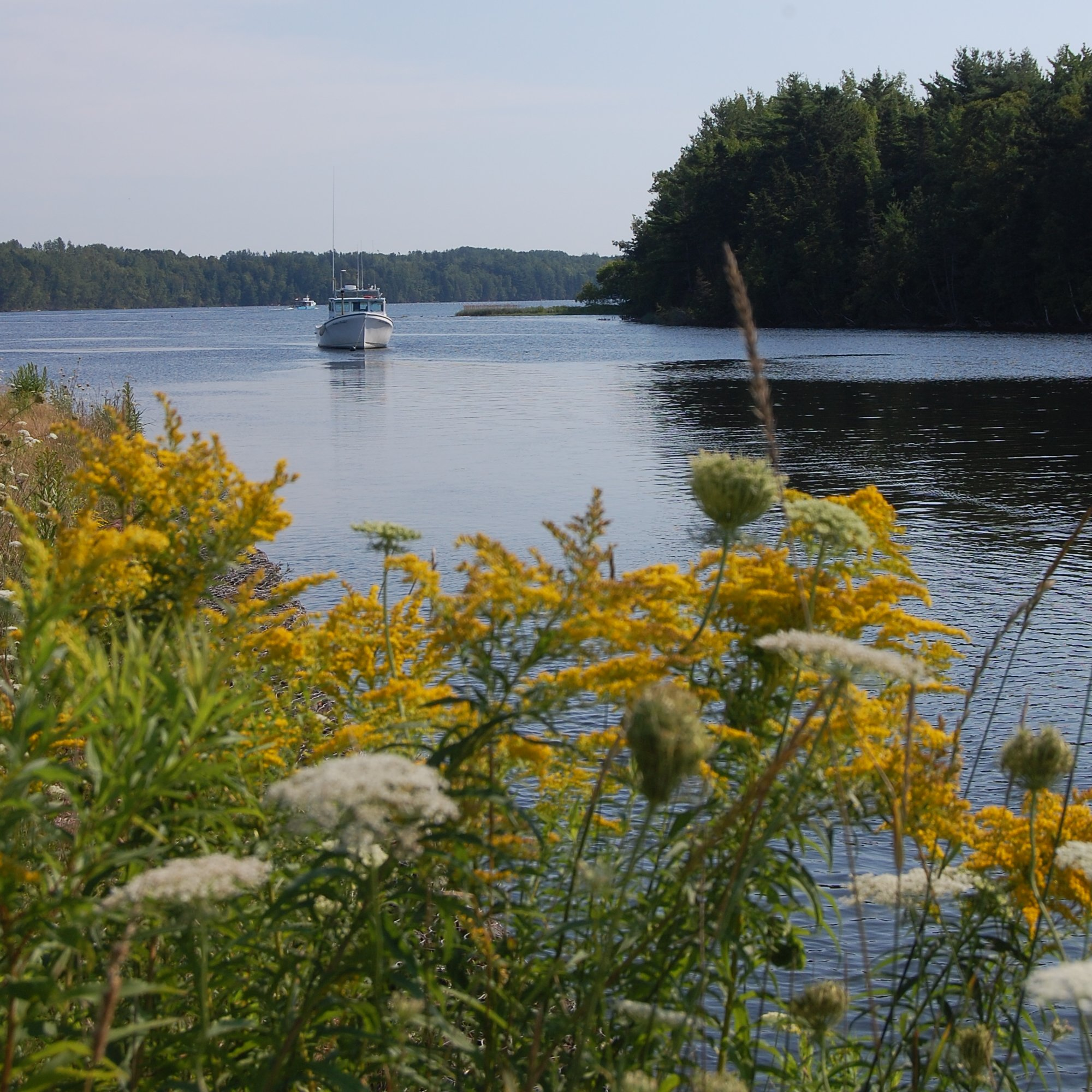
O Rio Cardigan, um dos três rios na província

A rede de transportes da Ilha do Príncipe Eduardo tem tradicionalmente girado em torno de seus portos em Charlottetown, Summerside, Borden, Georgetown e Souris - conectados ao sistema ferroviário e aos dois principais aeroportos de Charlottetown e Summerside, para comunicação com a América do Norte. O sistema ferroviário foi abandonado pela Canadian National em 1989 em favor de um acordo com o governo federal para melhorar as principais rodovias.
Até 1997, a província era ligada por dois serviços de balsas de passageiros ao continente: um, fornecido pela Marine Atlantic, operava durante todo o ano entre Borden e Cape Tormentine, em Novo Brunswick; o outro, fornecido pela Northumberland Ferries Limited, opera sazonalmente entre Wood Islands e Caribou na Nova Escócia. Um terceiro serviço de balsa fornecido pela CTMA opera durante todo o ano, com horários sazonais entre Souris e Cap-aux-Meules no Quebec, nas Ilhas Magdalen.

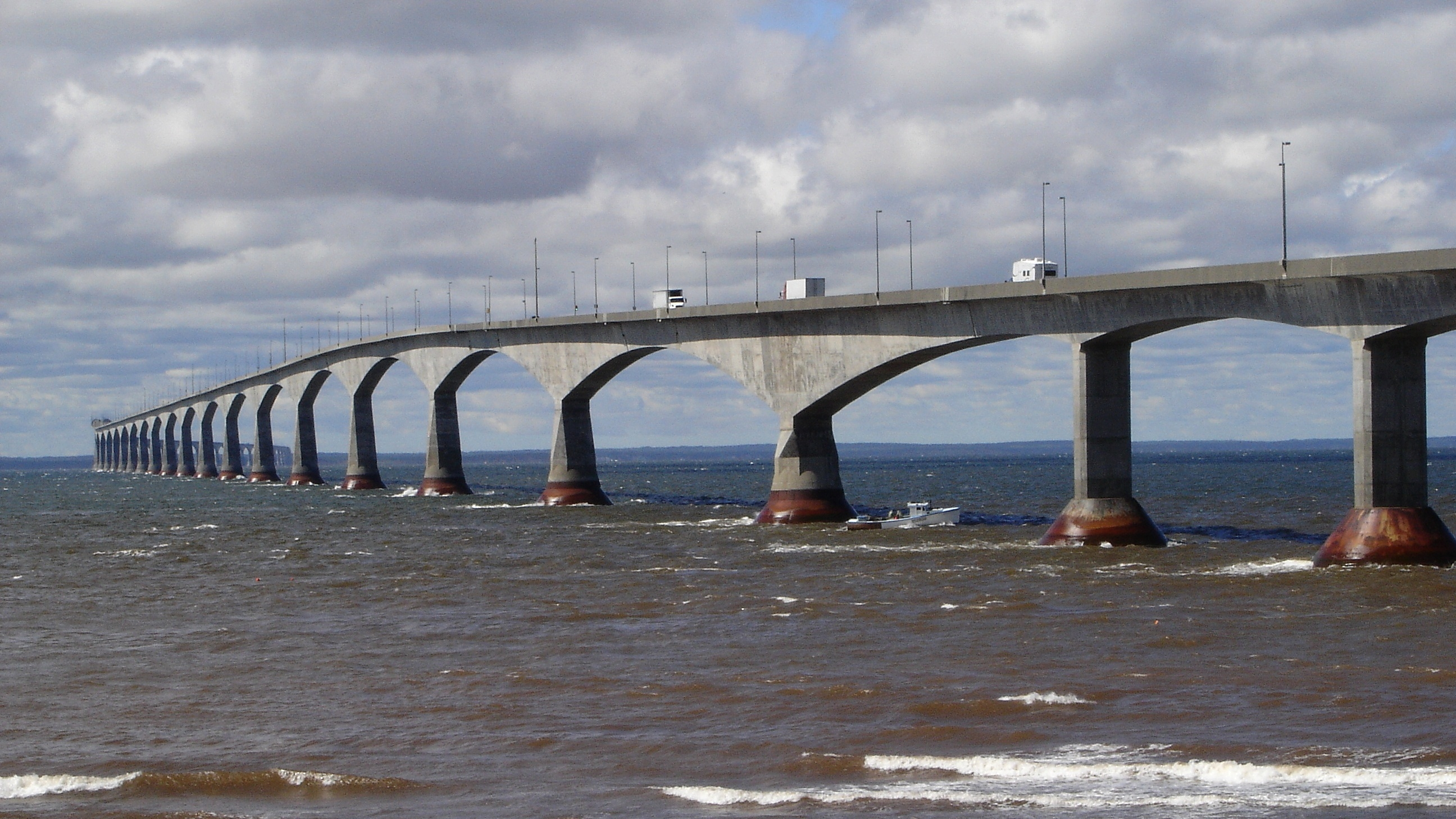
Ponte Confederation

Em 1 de junho de 1997, a Ponte Confederation foi inaugurada, ligando Borden-Carleton a Cape Jourimain em Novo Brunswick. A ponte mais longa do mundo sobre as águas cobertas de gelo substituiu o serviço de balsas do Atlântico Marinho. Desde então, a ligação assegurada de transporte da Ponte Confederation para o continente alterou as economias de turismo da província e as exportações agrícolas e pesqueiras.
Diversas linhas aéreas prestam serviços de manutenção ao aeroporto de Charlottetown (CYYG); o aeroporto Summerside (CYSU) é uma opção adicional para a aviação geral.
A ilha tem a maior concentração de estradas no Canadá. A parte da rede gerida provincialmente consiste em 3 824 quilômetros de estradas pavimentadas e 1 558 quilômetros de estradas não pavimentadas ou de barro.
A província tem leis muito rígidas quanto ao uso de sinais na beira da estrada. Outdoors e o uso de sinais portáteis são proibidos. Há sinais de informação de direção padrão em estradas na província para várias empresas e atrações na área imediata. Os estatutos de alguns municípios também restringem os tipos de sinais permanentes que podem ser instalados em propriedades privadas.
Há uma extensa ciclovia e pista de caminhada que atravessa a ilha. A Trilha da Confederação é um sistema de trilhas recreativas de 470 quilômetros. A terra já foi possuída e usada pela Canadian National Railway (CN) como uma linha férrea na ilha.

## Educação
A Ilha do Príncipe Eduardo abriga uma universidade, a Universidade da Ilha do Príncipe Eduardo (UPEI), localizada na cidade de Charlottetown.

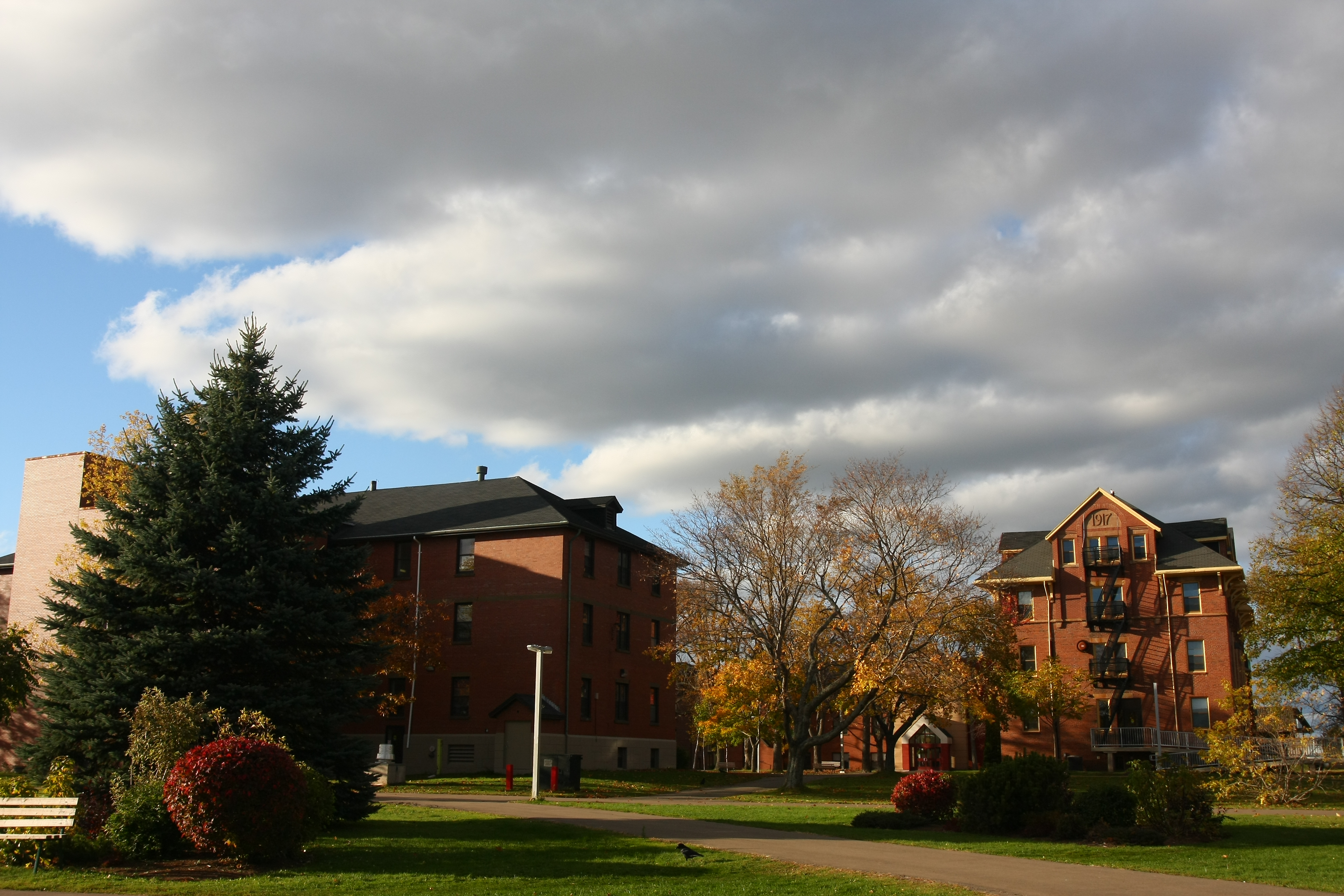
Outuno em um campus da UPEI

A universidade foi criada pela legislatura da ilha para substituir o Prince of Wales College e a St. Dunstan's University. A UPEI também abriga o Atlantic Veterinary College, que oferece o único programa de medicina veterinária da região.
O Holland College é o colégio provincial da comunidade, com campi em toda a província, incluindo instalações especializadas, como a Atlantic Police Academy, o Marine Training Centre e o Culinary Institute of Canada. A Ilha do Príncipe Eduardo também abriga o Maritime Christian College. É também o lar da Escola Cristã Immanuel, uma escola cristã particular em Charlottetown.
O sistema de escolas públicas da Ilha do Príncipe Eduardo tem um distrito escolar em inglês chamado English School Board, bem como um distrito em francês a Comissão Scolaire de Langue Française. Os distritos de língua inglesa têm um total de 10 escolas secundárias e 54 escolas intermediárias e elementares, enquanto o distrito francófono tem 6 escolas abrangendo todas as séries. Cerca de 22% da população estudantil está matriculada em imersão para aprender o francês. Este é um dos níveis mais altos do país.
Hoje 23,5% dos moradores entre 15 e 19 anos possuem habilidades bilíngues, um aumento de 100% em uma década. A Ilha do Príncipe Eduardo, juntamente com a maioria das regiões rurais da América do Norte, está experimentando uma taxa acelerada de emigração juvenil, onde os jovens saem de seus lugares de origem e imigram para grandes cidades norte-americanas. O governo provincial projetou que as matrículas na escola pública cairá em 40% durante os anos 2010.

## Cultura

### Artes

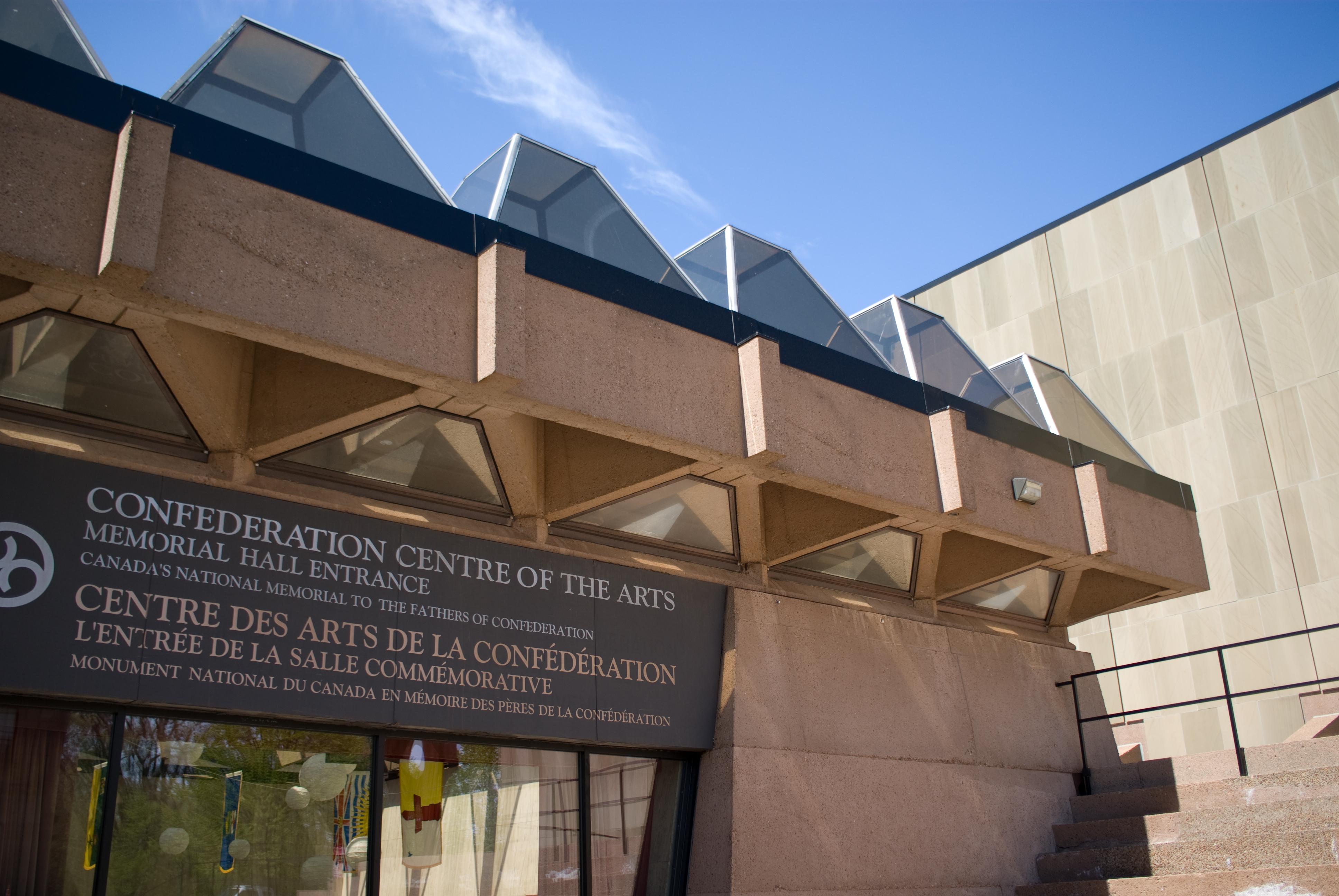
Confederation Centre of the Arts

As tradições culturais de arte, música e escrita criativa da ilha são apoiadas pelo sistema de educação pública. Há um festival anual de artes, o Festival de Charlottetown, hospedado no Confederation Centre of the Arts.
Lucy Maud Montgomery, que nasceu em Clifton (agora New London) em 1874, escreveu cerca de 20 romances e numerosos contos que foram reunidos em antologias. Seu primeiro livro, Anne of Green Gables, foi publicado em 1908. A peça musical Anne of Green Gables acontece todos os anos no festival de Charlottetown por mais de quatro décadas. A sequência, Anne & Gilbert, estreou no Playhouse em Victoria em 2005. A localização real de Green Gables, a casa apresentada nos livros de Anne de Montgomery, está em Cavendish, na costa norte da província.
Elmer Blaney Harris fundou uma colônia de artistas em Fortune Bridge e colocou sua famosa peça Johnny Belinda na ilha. Robert Harris era um artista bem conhecido.
A história da música documentada na Ilha do Príncipe Eduardo começa no século XIX com música religiosa, algumas escritas pelo fabricante local de bombas e cilindros e órgão-importador, Watson Duchemin. Várias bandas grandes, incluindo a Sons of Temperance Band e a Charlottetown Brass Band, estavam ativas. Hoje prevalecem a música acadiana, celta, folk e rock, com expoentes como Gene MacLellan, sua filha Catherine MacLellan, Al Tuck, Lennie Gallant, Two Hours Traffic e Paper Lions. O célebre cantor e compositor Stompin 'Tom Connors passou seus anos de formação em Skinners Pond. A música celta é certamente a música tradicional mais comum na ilha, sendo muito comum o toque de violino e a dança de passos. Esta tradição, em grande parte escocesa, irlandesa e de origem acadiana é muito semelhante à música de Cape Breton e, em menor grau, a música de Terra Nova e é exclusivo da região. Devido à influência das Ilhas como uma antiga colônia escocesa dos grupos Highlanders, um dia de março dedicado para gaitas de fole é composto em homenagem à Ilha do Príncipe Eduardo.

### Festivais
Há um festival anual de artes, o Festival de Charlottetown, hospedado no Confederation Center of the Arts, bem como o Island Fringe Festival, que acontece em torno de Charlottetown. Um festival anual de jazz, o P.E.I. Jazz e Blues Festival, são uma série de concertos de uma semana de duração em vários locais, incluindo o Murphy's Community Centre, palcos ao ar livre e igrejas em Charlottetown. A mudança da data para meados de agosto causou em 2011 uma séria perda de fundos da agência de desenvolvimento regional de Ottawa, ACOA. A formação de músicos em 2011 incluía Oliver Jones, Sophie Milman, Matt Dusk, Jack de Keyzer, Jack Semple, Meaghan Smith e Jimmy Bowskill. Também há o Canada Rocks e o Cavendish Beach Music Festival. Com a agricultura e a pesca desempenhando um grande papel na economia, a ilha se trata de um destino de turismo de alimentos. Vários festivais gastronômicos se tornaram populares, como o festival Fall Flavors e o Shellfish Festival.

### Esportes
- Os esportes aquáticos são muito populares na Ilha do Príncipe Eduardo durante o verão, talvez porque o Golfo de São Lourenço e o Estreito de Northumberland sejam mais quentes que o Oceano Atlântico, às margens de New England.
- Em 1991, a Ilha do Príncipe Eduardo sediou os Jogos de Inverno do Canadá.
- Em 2009, a Ilha do Príncipe Eduardo sediou os Jogos de Verão do Canadá.
- Os moradores de Charlottetown jogam na Major Junior Hockey League de Quebec.
- O Island Storm joga na National Basketball League of Canada.
- Os Summerside Western Capitals jogam no Maritime Junior uma liga de hóquei.
- Em 2008 e 2009, a Ilha do Príncipe Eduardo sediou o Tour de PEI, uma corrida de ciclismo em toda a província, composta por mulheres de todo o mundo.
- Os esportes mais comuns jogados na ilha são o hóquei, curling, golfe, corrida de cavalos, beisebol, futebol, rugby, futebol americano e basquete.